# Arizona
Arizona (en navajo, Hoozdo Hahoodzo; en pápago-pima, Alĭ ṣonak) es uno de los cincuenta estados que, junto con Washington D. C., forman los Estados Unidos. Su capital y ciudad más poblada es Phoenix. Está ubicado en la parte occidental de EE. UU. Limita al norte con Utah, al noreste con Colorado, al este con Nuevo México, al sur con Sonora (México) y al oeste con el río Colorado que lo separa de California y Nevada. Con 295 000 km² es el sexto estado más extenso, por detrás de Alaska, Texas, California, Montana y Nuevo México. Fue el tercero más tardío en ser admitido en la Unión, el 14 de febrero de 1912, como el estado número 48, por delante de Alaska y Hawái, el más tardío.
El estado se ubica en Aridoamérica y sobre la Sierra Madre Occidental. Por su territorio discurre el río Colorado, que forma el famoso Gran Cañón del Colorado, al norte del estado. También son famosos su paisaje desértico y sus cactus.
Gran parte de Arizona tiene un clima árido o semiárido. Estas regiones reciben menos de 40 centímetros de lluvia al año, siendo muy calurosas en verano y suaves en invierno. No obstante, las regiones montañosas de mayor altitud poseen un clima más húmedo y frío. La mayor parte del estado está escasamente habitado, ya que la población de Arizona se concentra en dos centros urbanos: Phoenix, la ciudad con mayor crecimiento de Estados Unidos, así como la mayor ciudad y capital del estado; y Tucson.
El apodo de Arizona es «el estado del Gran Cañón», pues el norte del estado alberga una de las atracciones turísticas naturales más conocidas de Estados Unidos y del mundo, el Gran Cañón. Otro apodo de Arizona es «el estado del Cobre», que se debe a que posee grandes yacimientos de cobre, e incluso ya fue el mayor productor nacional de este mineral. Hasta nuestros días, la minería del cobre es una importante fuente de ingresos de Arizona.
Miles de años antes de la llegada de los primeros europeos, pueblos indígenas vivían en la región donde actualmente se localiza Arizona. Hoy aún existe una población importante: se estima que unos 280 000 indígenas viven en Arizona, repartidos por las numerosas reservas indias del estado.
En un principio, Arizona fue colonizada por España, pasando a control mexicano en 1821, cuando México se independizó de España. En 1848, con el fin de la intervención estadounidense en México, la mayor parte de Arizona (al norte del río Gila) pasó a manos estadounidenses. El presidente Santa Anna de México vendió lo que se convertiría en la parte sur del Estado en la Venta de La Mesilla en 1853. El 14 de febrero de 1912, Arizona se convirtió en el último territorio estadounidense dentro de los 48 estados contiguos (es decir, sin contar a Alaska y Hawái, los cuales no limitan con ningún otro estado) en adquirir el estatuto de estado.
En los últimos años, Arizona ha estado en el centro de la polémica desde que en mayo de 2010 se aprobó la Arizona SB1070,5, la ley más amplia y estricta contra la inmigración ilegal de las últimas décadas. La ley ha recibido atención nacional e internacional y ha provocado una controversia considerable. Importantes representantes del propio Gobierno de los Estados Unidos de América la han calificado como "una violación de los derechos civiles", "un tipo de apartheid" y han afirmado que "su aplicación puede forzar a la diferenciación basada en razones étnicas".

## Toponimia

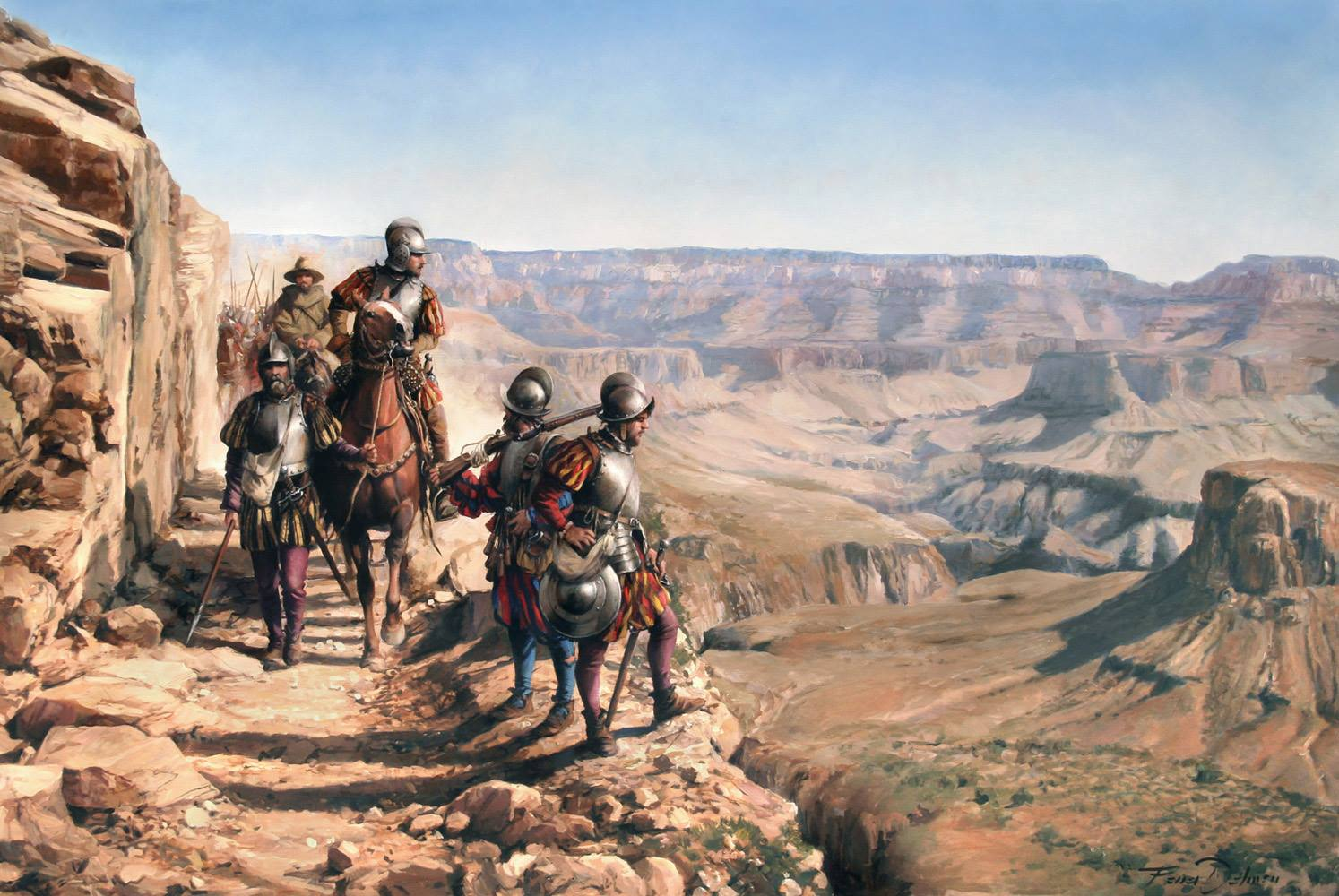
La conquista del Colorado, óleo de Augusto Ferrer-Dalmau que retrata la expedición de Francisco Vázquez de Coronado.

Al parecer, el nombre del estado deriva de la palabra en idioma o'odham alĭ ṣonak, que significa "pequeño manantial", topónimo que originalmente se aplicaba solo a una zona cercana al campamento minero "Planchas de Plata" en el actual estado de Sonora. Los colonos europeos percibieron el topónimo como "Arissona". La zona todavía se conoce como alĭ ṣonak en lengua o'odham. Otro posible origen es la frase en euskera haritz ona ("el buen roble"), dada la presencia de pastores vascos en la zona o de un rancho creado por un colono de origen navarro, Bernardo Urrea, al que llamó "haritz ona" y que se hizo famoso por haberse encontrado en él una mina de plata.
Se conoce, a través del diario mexicano "La voz de México", que el nombre de Arizona se aprobó en Washington el 22 de abril de 1904.
También aparece el término Arizona en el diccionario de Zerolo de 1895 refiriéndose a uno de los territorios del Oeste de los EE. UU.

## Historia
En Arizona existen yacimientos arqueológicos de restos humanos que datan de hace 12 000 años. Hace un milenio, los grupos principales que habitaron este territorio fueron los indígenas anasazi (ancestros de los indios pueblo), los hohokam (antecesores de los indios tohono o'odham y pima), los mogollón y los pataya. Los apaches y los navajos, con los que lucharon los españoles desde el siglo XVI, habían a esas tierras poco antes del arribo de los europeos.

### Dominio español
El primer europeo que se adentró en territorio del estado de Arizona fue el fraile franciscano español Marcos de Niza en 1539. Este fraile buscaba Las Siete Ciudades de Cíbola, un paraje de inmensa riqueza según una leyenda que se había extendido por Nueva España. Francisco Vázquez de Coronado exploró Arizona en busca, como Marcos de Niza y con el mismo éxito, de las ciudades legendarias. Un siglo y medio más tarde, en 1692, el padre Eusebio Kino fundó veinticuatro misiones en Arizona. Al fervor misionero le siguió la explotación minera, ya que en 1736 el descubrimiento de plata cerca de la ciudad de Nogales atrajo a nueva población. Como consecuencia de tales descubrimientos, los españoles establecieron fuertes en Tubac y Tucsón para defenderse de los indios hostiles, que se veían amenazados por la llegada de nuevos colonos. La importancia que iba adquiriendo el territorio y la nueva orientación política de la Corona española hacia los territorios periféricos de su imperio hizo que se reorganizaran: administrativamente fue parte de la provincia de Sonora, y en 1776 se integró en las Provincias Internas de Occidente, que a su vez dependían formalmente del Virreinato de Nueva España, entidad administrativa con capital en la Ciudad de México.

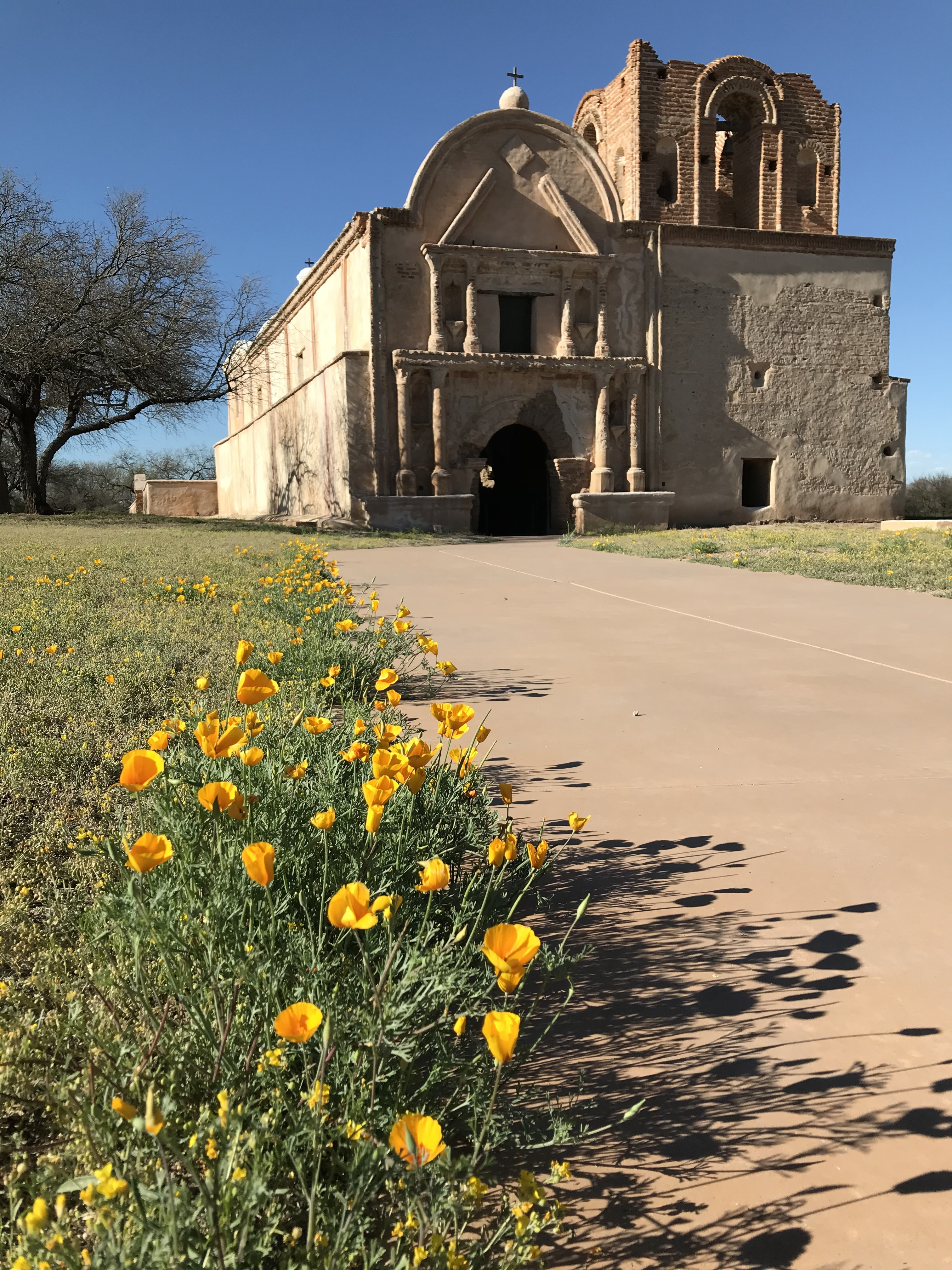
La misión de San José de Tumacácori fue establecida por los colonos españoles en el entonces Virreinato de Nueva España en 1753

### Territorio mexicano
Tras la independencia de México en 1821, Arizona formó parte del territorio de Alta California. En 1846, al poco de comenzar la guerra entre México y Estados Unidos, las tropas norteamericanas invadieron el territorio. Tras la derrota mexicana, Arizona pasó a formar parte del inmenso territorio que los Estados Unidos adquirió mediante el Tratado de Guadalupe-Hidalgo firmado en 1848. La parte al sur del río Gila se compró a México en 1853.

### Incorporación a los Estados Unidos
Los Estados Unidos crearon el Territorio de Nuevo México como unidad administrativa para reorganizar su enorme ampliación territorial. A pesar del intento de los colonos estadounidenses por declararse estado independiente, Arizona y el resto de Nuevo México siguió durante años administrado por el Congreso de los Estados Unidos. En parte por este descontento, durante la guerra de Secesión (1861-1865), los colonos establecidos en Arizona se declararon partidarios de la Confederación. Las tropas confederadas intentaron ocupar Arizona y Nuevo México, pero no lo lograron. Durante la Guerra, el Congreso accedió finalmente a dar satisfacción a los colonos y creó el Territorio de Arizona en 1863 como unidad independiente, un primer paso para su futura admisión como estado de la Unión.
En 1871, un destacamento de Tucsón atacó a 300 amerindios, en su gran mayoría mujeres y niños, que trabajaban en los campos de Camp Grant; 118 mujeres y 8 hombres fueron asesinados, mientras que se vendió a 30 niños capturados como esclavos en México. El presidente Grant ordenó el arresto de los culpables, pero el jurado, compuesto exclusivamente por blancos, determinó que matar a los indios, que podían ser peligrosos, no era asesinato. Como resultado, los autores quedaron en libertad. El sentimiento fue ampliamente compartido, especialmente en la prensa; el periódico de Denver escribió: "Los felicitamos por haber firmado un tratado final de paz con tantos indios y solo lamentamos que su número de no se haya duplicado. Camp Grant es parte de la gloriosa lista de Sand Creek y Washita que honran la historia del Oeste".

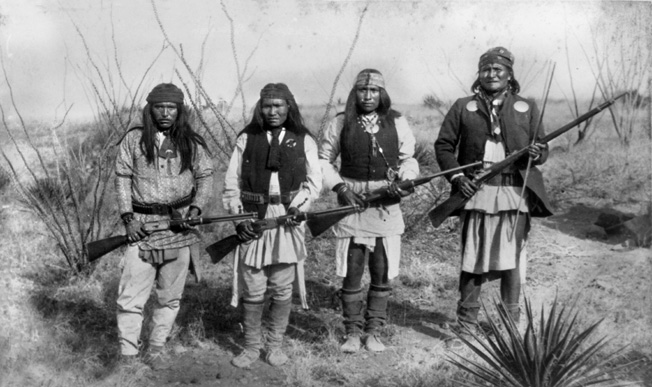
El líder apache Gerónimo nacido en Arizona cuando era parte de México combatió tanto a mexicanos como estadounidenses

Los colonos siguieron llegando, gracias en parte a la llegada del ferrocarril en 1877, evento que unió Arizona con la costa de California, para establecer granjas y explotar las minas de oro, plata y cobre. La invasión de los colonos provocó la lucha entre estos y los indios navajos y apaches, confrontación que marcó el tercio final del siglo XIX. En efecto, en 1864, Kit Carson organizó una campaña contra los indios navajos, a quienes derrotó, pero las campañas contra los apaches, liderados por Cochise y Gerónimo, continuaron hasta 1886, cuando se logró la rendición del último.
La admisión de Arizona como estado de los Estados Unidos se aprobó finalmente en 1912. El primer gobernador fue George W. P. Hunt, elegido en siete ocasiones y que se destacó por el desarrollo de presas y de sistemas de irrigación, construidos con los recursos de los ríos Salado, Gila, Verde y Colorado. Estas obras y el clima benigno de la zona de Phoenix permitieron una rápida colonización de ciertas áreas del estado. La riqueza minera (cobre, sobre todo) y el desarrollo del sector agropecuario lograron que incluso durante la Gran Depresión que siguió al Jueves Negro de 1929, Arizona siguiera creciendo demográfica y económicamente. La Segunda Guerra Mundial permitió una nueva aceleración de su economía, gracias a que el estado se convirtió en abastecedor de materias primas procedentes de la minería y del campo.

### Historia reciente
Algunos factores han permitido que continuara, sobre todo entre 1950 y 1980, el gran crecimiento demográfico que ha caracterizado a Arizona (multiplicó por cuatro su población en esos años). En primer lugar, la generalización del aire acondicionado en la década de los 50 permitió un mayor crecimiento demográfico (muchos jubilados llegaron en búsqueda de un clima suave y seco). En segundo lugar, en 1960, Arizona comenzó a desarrollar su industria y a prestar atención a otros sectores, como el turismo, para diversificar una economía hasta entonces excesivamente centrada en la agricultura y en la minería. Por último, en 1974 se comenzó el proyecto de Arizona central, que permitió utilizar los recursos del río Colorado para drenar agua en Arizona.
En mayo de 2010 se aprobó una ley, Arizona SB1070, que es la medida más amplia y estricta contra la inmigración ilegal en las últimas décadas. La ley ha recibido la atención nacional e internacional y ha provocado una controversia considerable.

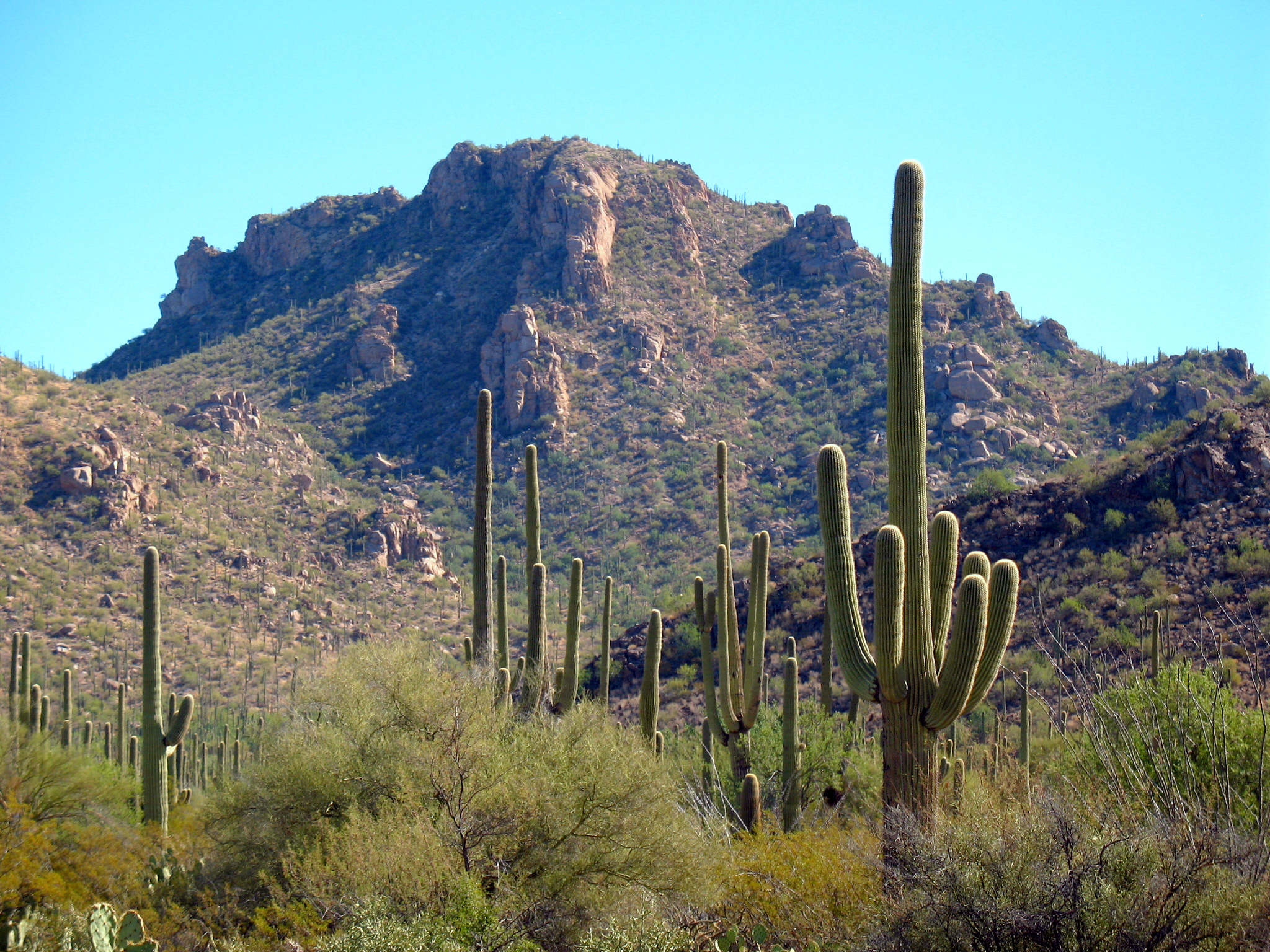
Parque nacional Saguaro, Arizona

## Geografía
El estado de Arizona es, desde el punto de vista geomorfológico, una sección de la Gran Cuenca y de la Gran Cordillera del suroeste de los Estados Unidos. Sus grandes regiones naturales son la Tierra Alta Mexicana, el desierto de Sonora y la meseta de Colorado. A estas regiones adicionan algunos autores una sección transicional, la así llamado zona transicional de Arizona, que se sitúa al norte de Sonora y en Tierra Alta Mexicana, así como al sur de la meseta de Colorado. Su territorio ocupa una superficie de 295 253 km², cuya extensión puede ser comparada con la de Italia.

La Tierra Alta Mexicana es una cadena montañosa que recorre el estado diagonalmente de sureste a noroeste; junto a esta cadena, en el suroeste, se halla el desierto de Sonora. Esta zona se caracteriza por una sucesión de sierras (los Montes Pinaleño, Santa Catalina y Huachuca, entre otras) y valles abruptos. La mayor parte de los picos no sobrepasan los 2400 m, sin embargo, algunos de ellos son más altos como el Monte Graham, el Lemmon o el pico Miller. La extensión de la anchura de los valles entre estas cadenas montañosas varía entre 241 km y 97 km.

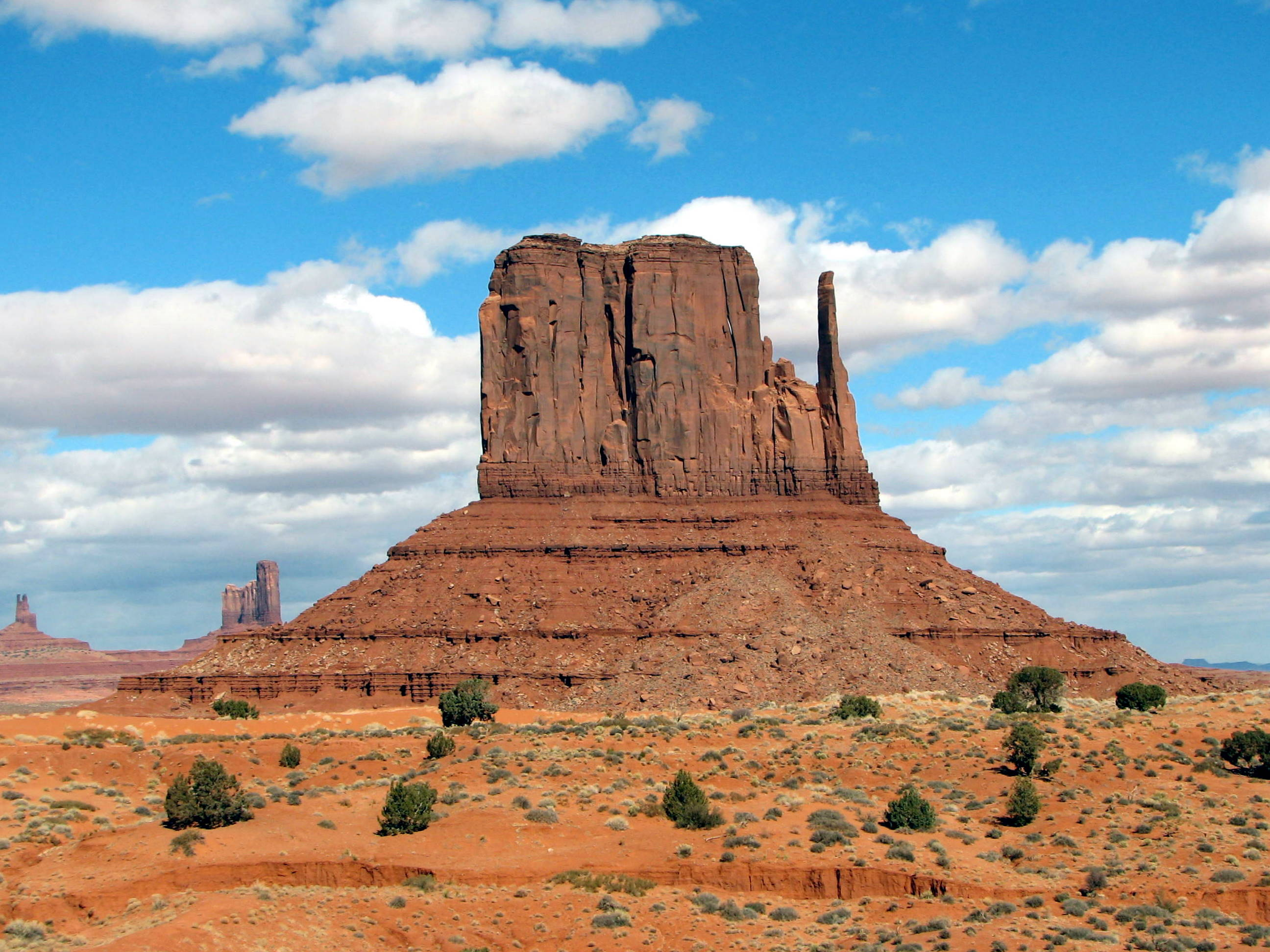
Monument Valley.

La meseta del Colorado cubre una gran sección del noreste del estado. Esta meseta se prolonga por los estados de Utah, Colorado y Nuevo México. En realidad, esta región no es una meseta uniforme sino una sucesión de planicies (con alturas que oscilan entre los 1524 y 2743 m) y valles. En esta zona se hallan cañones (como el espectacular y famoso Gran Cañón de Colorado, y el Cañón de Chelly) y montañas de origen volcánico (entre las que destacan el pico Humphreys, de 3862 m, el punto más alto de Arizona). En el margen meridional de la meseta se encuentra una zona de despeñaderos.
Los ríos más importantes que recorren Arizona son el Colorado y sus tributarios. El Colorado entra en el estado procedente de Utah. Este discurre durante aproximadamente 350 km por la zona del Cañón y forma la frontera natural entre Nevada y Arizona, y Arizona y California. Sus afluentes más importantes en Arizona son el río Gila, el río Pequeño Colorado, y el Bil Williams. Arizona no cuenta apenas con lagos naturales, pero algunas presas han creado lagos artificiales entre los que destacan el Lago Powell, el Mead, el Mojave, el Havasu, el San Carlos, el Theodore Roosevelt y el Apache.

### Regiones fisiográficas de Arizona

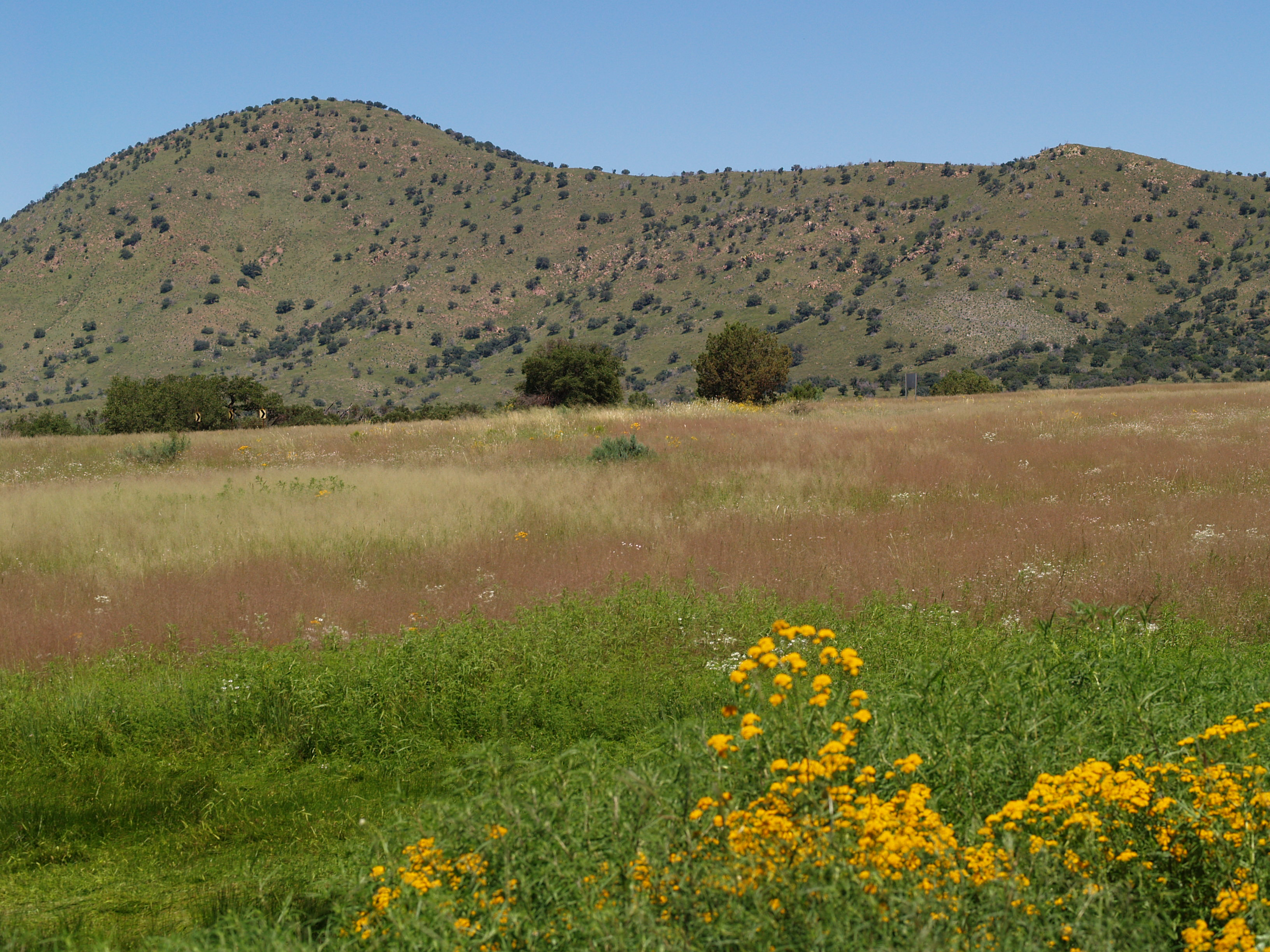
Colinas de Canelo en Arizona

Arizona se divide en tres regiones fisiográficas:
- La Gran Cuenca se localiza a lo largo del centro-sur de Arizona. Esta región se caracteriza por su clima desértico, su altitud baja y la presencia de algunas cadenas montañosas separadas por valles muy fértiles. Cuando se irrigan artificialmente, pueden sostener cultivos como la lechuga, el algodón, el melón y los cítricos. Aquí se localiza el punto más bajo del estado, con sólo 21 metros de altitud.
- La Zona de Transición es una larga y estrecha franja de terreno compuesta por varias cadenas y angostos valles paralelos, que se extienden en el centro de Arizona, en un sentido noroeste-sureste. Posee las mayores tasas de precipitación media anual del estado.
- La meseta del Colorado, situada en el norte de Arizona, ocupa las dos quintas partes de la superficie estatal y posee las altitudes más altas del estado. Es una tierra en su mayoría plana, interrumpida por montañas elevadas y cañones profundos. El río Colorado discurre por esta meseta, excavando el Gran Cañón del Colorado. En esta región se ubica el punto más alto de Arizona, con 3851 metros de altitud. Esta región posee tasas razonables de precipitación media anual, que sumado a su menor temperatura media anual, permite que se desarrollen bosques subtropicales, aunque predomina el paisaje desértico.

### Flora y fauna

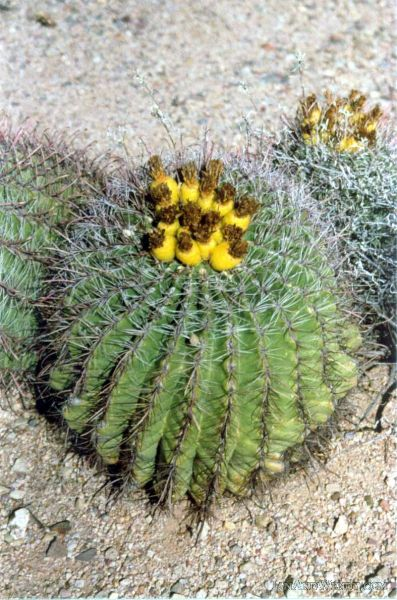
Un cactus en el desierto de Arizona

Arizona cuenta con una amplia diversidad de vegetación como consecuencia de su terreno variado. En el desierto crecen numerosas especies de cactus, como el saguaro, cuya flor es la flor estatal, las chumberas y la yuca. La jojoba, una especie de arbusto que crece en áreas desérticas, es muy apreciada por sus numerosas propiedades. En altitudes más elevadas, en las montañas, crecen píceas, abetos, enebros, pinos ponderosa y robles.
La fauna de Arizona también es variada. Va de los lagartos y las serpientes del desierto a los ciervos, alces y antílopes de las montañas del norte. También se encuentran pumas, jaguares, coyotes y osos pardos y negros, además de tejones, liebres de cola negra y zorros grises. Entre los pequeños mamíferos se cuentan varias especies de conejos, ratones, y ardillas. Los perritos de la pradera salpican las regiones del norte. En el desierto abundan las serpientes, además de otros reptiles como los lagartos de collar y las chacahualas. Entre las aves nativas destacan la cotorra serrana occidental y la matraca del desierto (que es el pájaro estatal).

### Áreas protegidas
Arizona cuenta con numerosos parques nacionales, entre ellos el parque nacional del Gran Cañón, el lago Powell (el lago artificial más grande de los Estados Unidos), el parque nacional del Bosque Petrificado y el desierto de Sonora.

### Clima
Debido a su gran extensión y a las variaciones de altitud, el estado presenta una extensa variedad de condiciones climáticas localizadas. En las altitudes más bajas (en el sur del Estado), el clima es en su mayoría desértico, con inviernos suaves y veranos calurosos. Normalmente, de finales de otoño a principios de la primavera el tiempo es suave, siendo la temperatura mínima de 15 °C. Entre noviembre y febrero son los meses más fríos (temperaturas entre 4 y 24 °C), aunque no son infrecuentes las heladas.

En el sudeste de Arizona sobreviven los últimos jaguares de los Estados Unidos.

Aproximadamente a mediados de febrero, las temperaturas empiezan a subir de nuevo, con días cálidos y frías noches de viento. El verano arizoniano, de mayo a agosto, se caracteriza por un calor seco que oscila entre los 32 y 48 °C. En áreas desérticas se pueden registrar puntualmente temperaturas que superan los 52 °C. Debido en gran medida al clima árido, tienen lugar a menudo grandes oscilaciones de temperaturas entre el día y la noche (algunas de hasta 28 °C en los meses de verano). La mayor temperatura registrada en Arizona fue de 53 °C, medidos el 29 de junio de 1994.
Por su parte, el tercio norte de Arizona es una meseta con una altitud significativamente más alta que el desierto, más bajo, y tiene un clima más fresco, con inviernos fríos y veranos suaves. No son raras las temperaturas muy bajas, pues suelen afectar al estado los sistemas de aire frío venidos de los estados del norte y de Canadá, haciendo que las temperaturas caigan por debajo de los 18 °C en las partes más altas de Arizona. La menor temperatura registrada en Arizona fue de -40 °C, el 7 de enero de 1971, en el lago de Hawley.
Arizona tiene una precipitación media anual de 322 mm. Esta distribución no es uniforme, pues las mayores tasas de precipitación media anual se localizan a lo largo de la región central, y las menores, al suroeste. En las regiones del centro, la precipitación media anual es superior a 50 centímetros, mientras que en el suroeste, es inferior a 15. Las regiones de mayor altitud de Arizona pueden recibir más de 70 centímetros de nieve cada año. La precipitación lluviosa se concentra en dos estaciones húmedas. Durante el invierno vienen frentes fríos del océano Pacífico, y en verano se produce el monzón.
La temporada de monzón se extiende de mediados de julio a agosto y trae vientos, relámpagos, tormentas y lluvias torrenciales. Es raro que se den tornados y huracanes en Arizona, pero existen registros de que se han producido con anterioridad.

### Cuestiones medioambientales

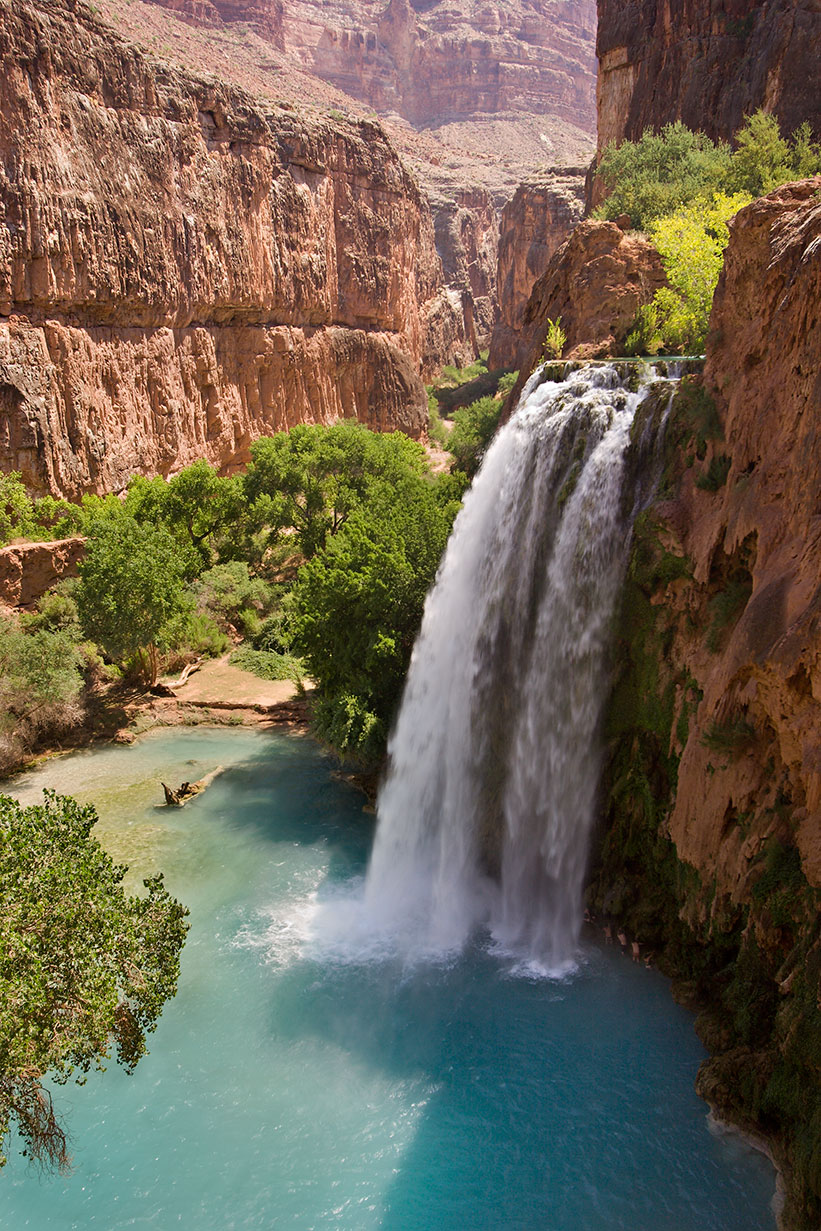
Cataratas de Havasu en la parte arizoniana del Gran Cañón.

Los problemas del frágil entorno natural, agravados por cuestiones de escasez y distribución del agua, dieron lugar a numerosos debates. El debate traspasó las líneas tradicionales, de modo que el principal conservador, el senador Barry Goldwater, también se mostró muy interesado. Por ejemplo, Goldwater apoyó el controvertido Proyecto de Almacenamiento del Río Colorado (CRSP). Escribió:
Creo firmemente que el gobierno [de Nixon] tiene toda la razón al tomar medidas enérgicas contra las empresas, corporaciones y municipios que siguen contaminando el aire y el agua del país. Aunque creo firmemente en el sistema de libre empresa competitiva y en todo lo que conlleva, creo aún más en el derecho de nuestro pueblo a vivir en un medio ambiente limpio y libre de contaminación. Con este fin, creo que cuando se detecta contaminación, hay que atajarla en su origen, aunque ello requiera medidas gubernamentales estrictas contra segmentos importantes de nuestra economía nacional.
La cuestión del agua era fundamental. La agricultura consumía el 89% del suministro de agua del estado, estrictamente limitado, mientras que sólo generaba el 3% de los ingresos del estado. La Ley de Gestión de Aguas Subterráneas de 1980, patrocinada por el gobernador Bruce Babbitt, aumentó el precio del agua a los agricultores, mientras que las ciudades tenían que alcanzar un "rendimiento seguro" para que el uso de las aguas subterráneas no superara la reposición natural. Las nuevas urbanizaciones tenían que demostrar que disponían de agua suficiente para los próximos cien años. El follaje desértico, adecuado para una región seca, pronto sustituyó a la hierba.
La superficie dedicada al algodón se redujo drásticamente, lo que liberó tierras para la expansión suburbana, liberó grandes cantidades de agua y puso fin a la necesidad de maquinaria especializada cara. La superficie dedicada al algodón se redujo de 120.000 acres en 1997 a sólo 40.000 acres en 2005, a pesar de que el Tesoro federal concedió a los agricultores del estado más de 678 millones de dólares en subvenciones al algodón. Muchos agricultores cobran las subvenciones pero ya no cultivan algodón. Alrededor del 80% del algodón del estado se exporta a fábricas textiles de China y (desde la aprobación del TLCAN) a México.

## Demografía

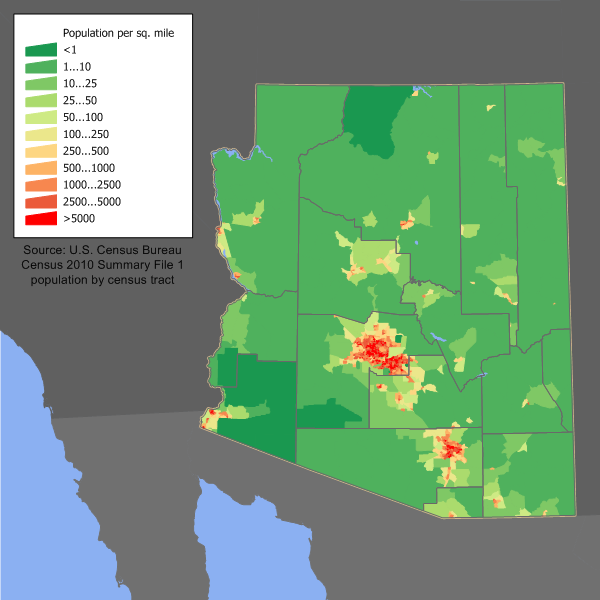
Densidad de población de Arizona.

La Oficina del Censo de Estados Unidos estima que la población de Arizona era de 6 553 255 habitantes el 1 de julio de 2012, un incremento de 2,5 % desde el censo de 2010. El aumento demográfico desde el censo de 2000, se debe a un crecimiento natural de 897 928 personas (564 062 nacimientos menos 466 134 muertes) y una migración neta de 745 944 personas en el estado. Las migraciones externas han dado lugar a un aumento neto de 204 661 personas, mientras que las migraciones internas produjeron un crecimiento neto de 941 283 personas.
Según las cifras de población del 1 de julio de 2006, Arizona es el estado de mayor crecimiento de los Estados Unidos, posee una tasa de crecimiento demográfico del 7,6 % desde 2005, que supera el ritmo de crecimiento del líder anterior, Nevada. Estas elevadas tasas de crecimiento natural se deben en parte a la gran inmigración de mexicanos (en ocasiones ilegal).
En 2005, el 15 % de los habitantes del estado (943 296 personas) no habían nacido en Arizona. De estos, el 31 % eran ciudadanos de los Estados Unidos y el 69 % no lo eran.
El centro de población de Arizona se localiza en el condado de Maricopa, en la ciudad de Gilbert.

### Culturas y etnias
| Raza y etnicidad                          | Alone | Alone | Total | Total |
| ----------------------------------------- | ----- | ----- | ----- | ----- |
| Blancos no hispanos                       | 53.4% | 53.4  | 56.8% | 56.8  |
| Latinos                                   | —     |       | 30.7% | 30.7  |
| Negros                                    | 4.4%  | 4.4   | 5.5%  | 5.5   |
| Nativos                                   | 3.7%  | 3.7   | 4.9%  | 4.9   |
| Asiáticos                                 | 3.5%  | 3.5   | 4.5%  | 4.5   |
| Estadounidenses de las islas del Pacífico | 0.2%  | 0.2   | 0.4%  | 0.4   |
| Otro                                      | 0.4%  | 0.4   | 1.2%  | 1.2   |

Actualmente el estado de Arizona cuenta con una población de 6 166 318 personas, de los cuales:
- El 59,5 % son descendientes de europeos no hispánicos
- El 31,2 % son latinoamericanos o hispanos (principalmente mexicanos)
- El 13,3 % son amerindios
- El 6,4 % son negros
- El 4,9 % son asiáticos
- El resto lo conforman personas de otras etnias.

La población de mexicana es la de más rápido crecimiento, debido a la alta tasa de crecimiento de las familias mexicanas y a la inmigración.
De acuerdo con una estimación realizada en 2003, Arizona posee el tercer mayor número (y el sexto mayor porcentaje) de nativos americanos de Estados Unidos: 286 680 nativos americanos viven en el estado, lo que representa un 10 % de la población indígena estadounidense. Solo las poblaciones indígenas de California y Oklahoma son mayores. Los perímetros de las ciudades de Phoenix, Tucson, Prescott y Yuma lindan con reservas nativas.

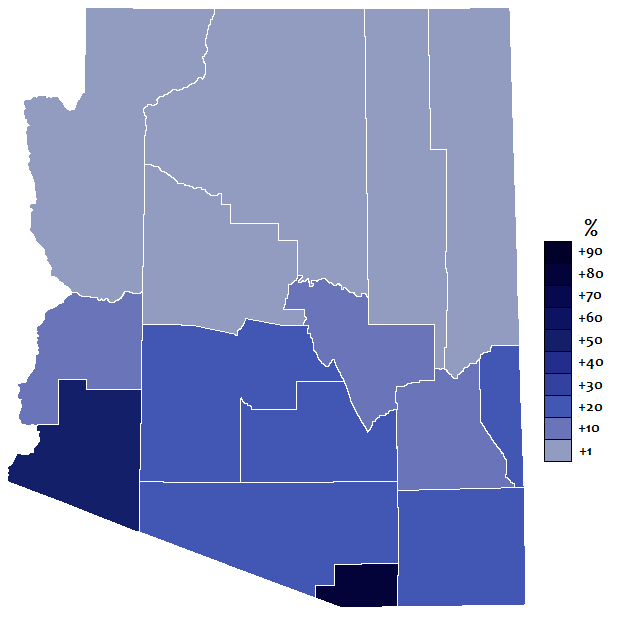
Extensión del idioma español en Arizona en el año 2000.

Los seis mayores grupos étnicos de Arizona son los mexicanos (que componen el 21 % de la población del estado), los alemanes, los británicos, los irlandeses y los nativos americanos. La población del sur y de la región central de Arizona es principalmente mexicano-estadounidense (especialmente en los condados fronterizos con México), el centro norte y el noroeste están habitados por descendientes de ingleses y en el noreste habitan numerosos nativos indígenas.
Actualmente, la mayoría de la población del estado es blanca no hispana y latina, el grupo social predominante en el sur del estado es hispano (mexicanos y españoles), al este es indígena y al oeste es caucásica, y a las mayores tasas de natalidad entre la población hispana, se prevé que ningún grupo étnico será mayoritario alrededor del 2035. En 2003, por primera vez en la historia de Arizona, se habían registrado más nacimientos de hispanos que nacimientos de blancos no hispanos.
En 2005, el 72,6 % de la población de Arizona de 5 o más años de edad hablaba inglés en casa, y un 21,6 %, español. El navajo es el tercer idioma más hablado en el estado: el 1,5 % de la población de Arizona lo habla. Otro 0,3 % habla otras lenguas nativas.

Pirámide de edades de Arizona (2000).

#### Etnias indígenas
Existen por lo menos 14 etnias indígenas en el territorio del actual estado de Arizona:

##### Etnias indígenas de Arizona
- Chemehuevi (autodenominación: Nüwüwü). Aproximadamente 600 individuos; muchos de ellos residen en el estado de California, ya que su reserva abarca partes de ambos estados.
- Cucapá. Aproximadamente 900 individuos en Arizona; 344 en los estados mexicanos de Baja California y Sonora.
- Havasupai (autodenominación: Havsuw’ Baaja). Aproximadamente 650 individuos.
- Hopi. Más de 7000 individuos.
- Hualapai (autodenominación: Hwalbáy). 1353 individuos.
- Maricopas (autodenominación: Piipaash o Xalychidom). 800 individuos.
- Mojave (autodenominación: ’Aha Makhav). Aproximadamente 4000 individuos; la mitad residen en el estado de California, ya que su reserva abarca territorios de ambos estados.

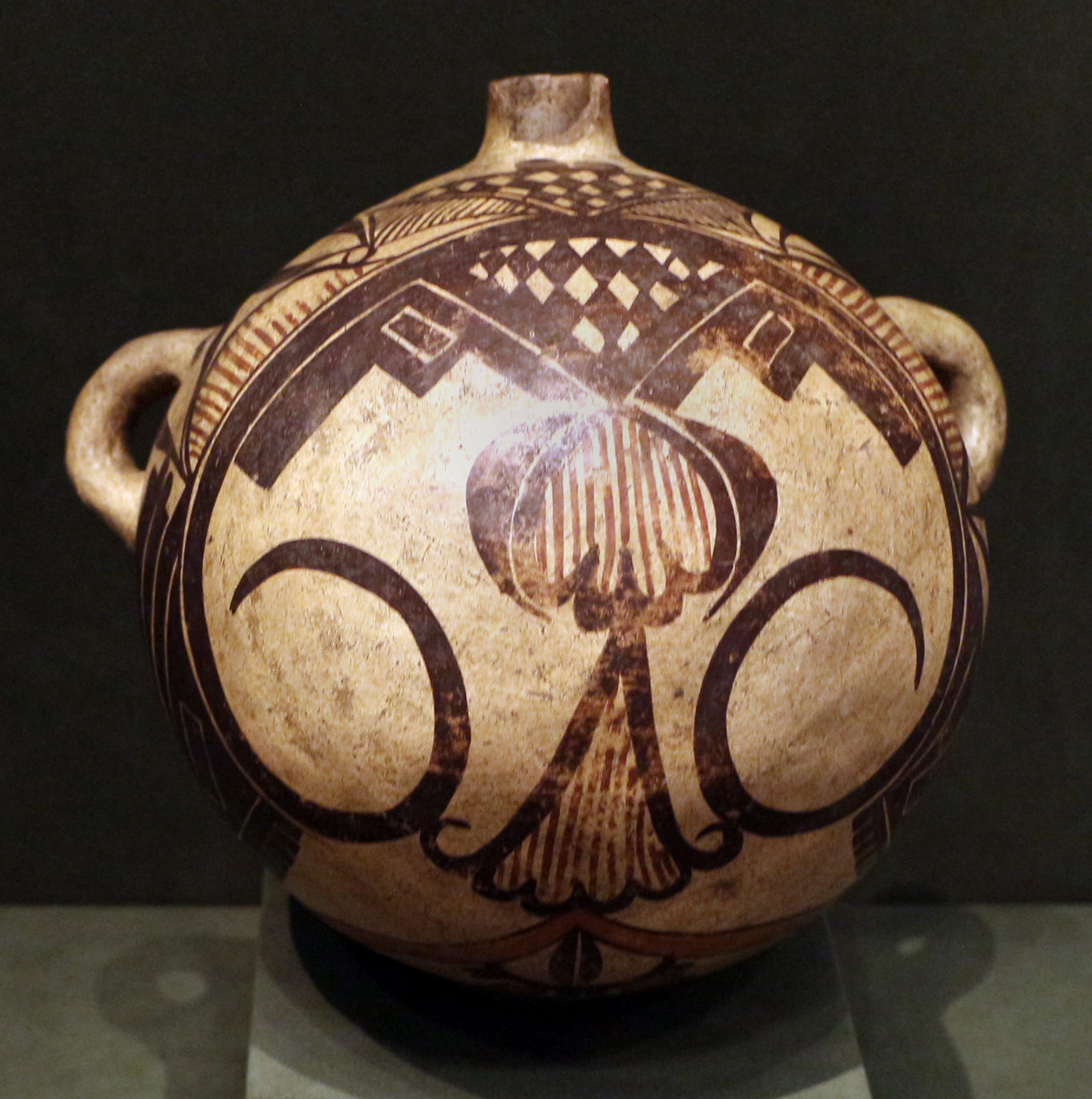
Cerámica de los indígenas Hopi de Arizona que data de 1870

- Paiutes del Sur (autodenominación: Nuwuvi). Aproximadamente 500 individuos en Arizona; muchos más residen en los estados de Utah, Nevada y California.
- Pimas (autodenominación: ’Akimel O’odham). Más de 19 000 individuos.
- Yumas (autodenominación: Kwtsaan). Más de 2600 individuos. También en México.
- Tewa (autodenominación: Tʰáánu Tééwa). Más de 300 en Arizona; muchos más residen en Nuevo México.
- Tohono o'odham o Pápagos. Aproximadamente 30 000 en Arizona; 500 en el estado mexicano de Sonora.
- Yavapais (autodenominación: Yavepaya, Kwe:vkepaya y Tolkepaya). Más de 1500 individuos.
- Zuñis (autodenominación: A:shiwi). Muy pocos en Arizona, la mayoría reside en Nuevo México.
- Ópatas (autodenominación: Dohema). Aunque la gran mayoría de los descendientes de la nación Ópata residen en México, sus territorios ancestrales incluyen una pequeña parte del extremo sureste del actual estado de Arizona, cerca de los pueblos de Bisbee y Naco.

##### Atabascanos
Los atabascanos llegaron a tierras que actualmente forman parte del estado de Arizona desde Alaska y Canadá entre los siglos XIV y XVII, justo antes o poco después de los europeos. En el estado de Arizona residen tres etnias atabascanas:
- Los navajos (autodenominación: Diné) que cuentan con una población de más de 250 000 en total, de estos, más de 150 000 residen en Arizona.
- Los apaches coyoteros (autodenominación: Ndé o Nné). Más de 20 000 individuos.
- Los apaches chiricahua (autodenominación: Ndé). Ya no hay chiricahuas en Arizona; la mayoría residen en Nuevo México.

##### Yaquis
Durante la guerra entre el pueblo yaqui y el ejército mexicano, algunos yaquis huyeron a Arizona. En la actualidad, más de 10 000 yaquis residen en Arizona.

### Pirámide de edades
La distribución de la población por edades en 2004 era:
- Menos de 5 años: 7,8 %
- Menos de 18 años: 26,9 %
- Más de 65 años: 12,7 %

Las personas de sexo femenino componen el 50 % de la población de Arizona, y las de sexo masculino, el otro 50 %.

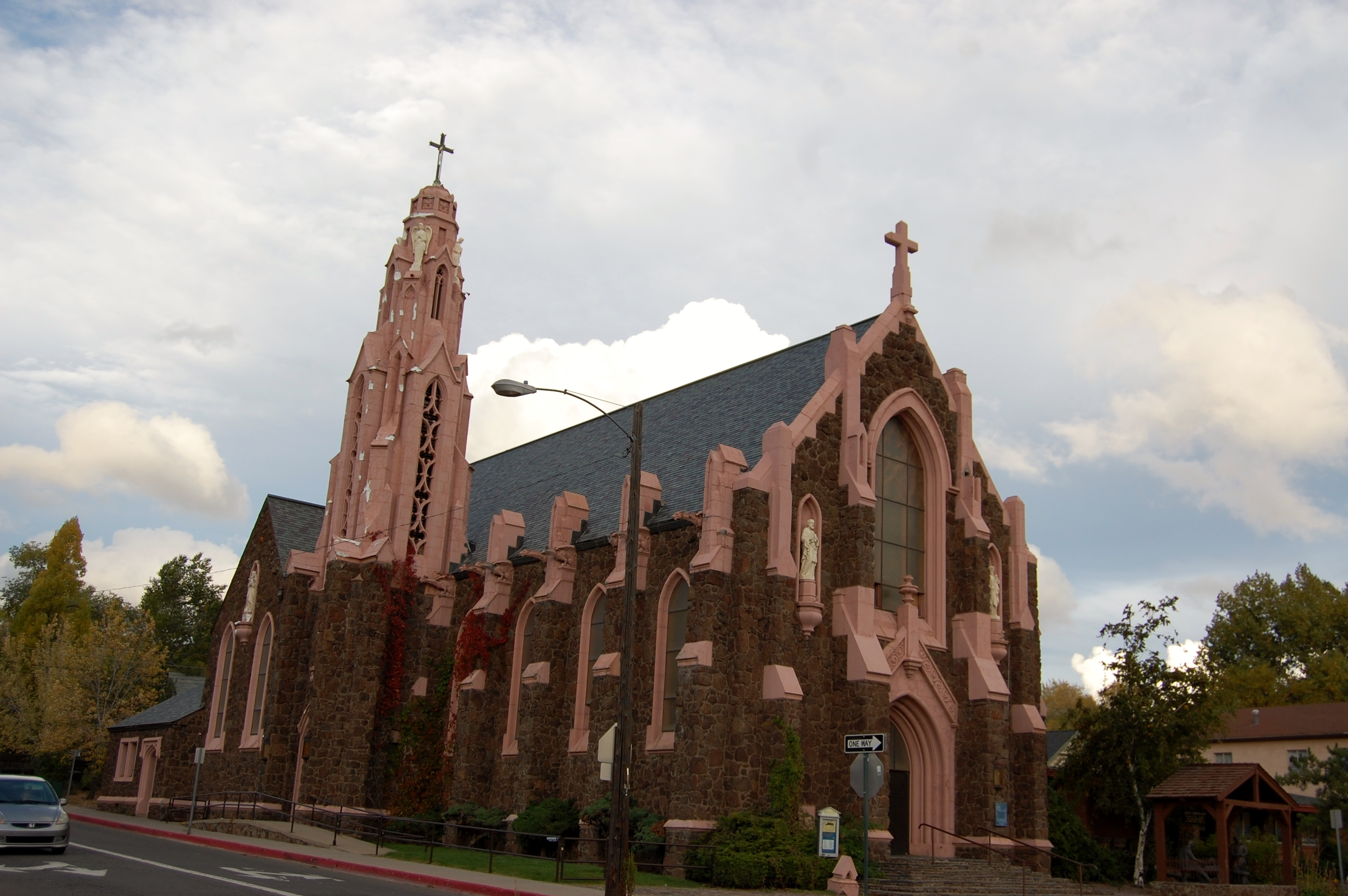
Iglesia de la Natividad de la Santísima Virgen María en Flagstaff, Arizona

### Religión
Afiliaciones religiosas de la población de Arizona:
- Cristianismo – 80 %
  - Protestantismo – 42 %
    - Iglesia Baptista – 9 %
    - Iglesia Metodista – 5 %
    - Iglesia Luterana – 4 %
    - Otras afiliaciones protestantes – 24 %

  - Catolicismo – 31 %
  - Mormonismo – 6 %
  - Otras afiliaciones cristianas – 1 %
- Otras religiones – 2 %
  - Religiones nativas – 2 %

- Sin religión – 18 %

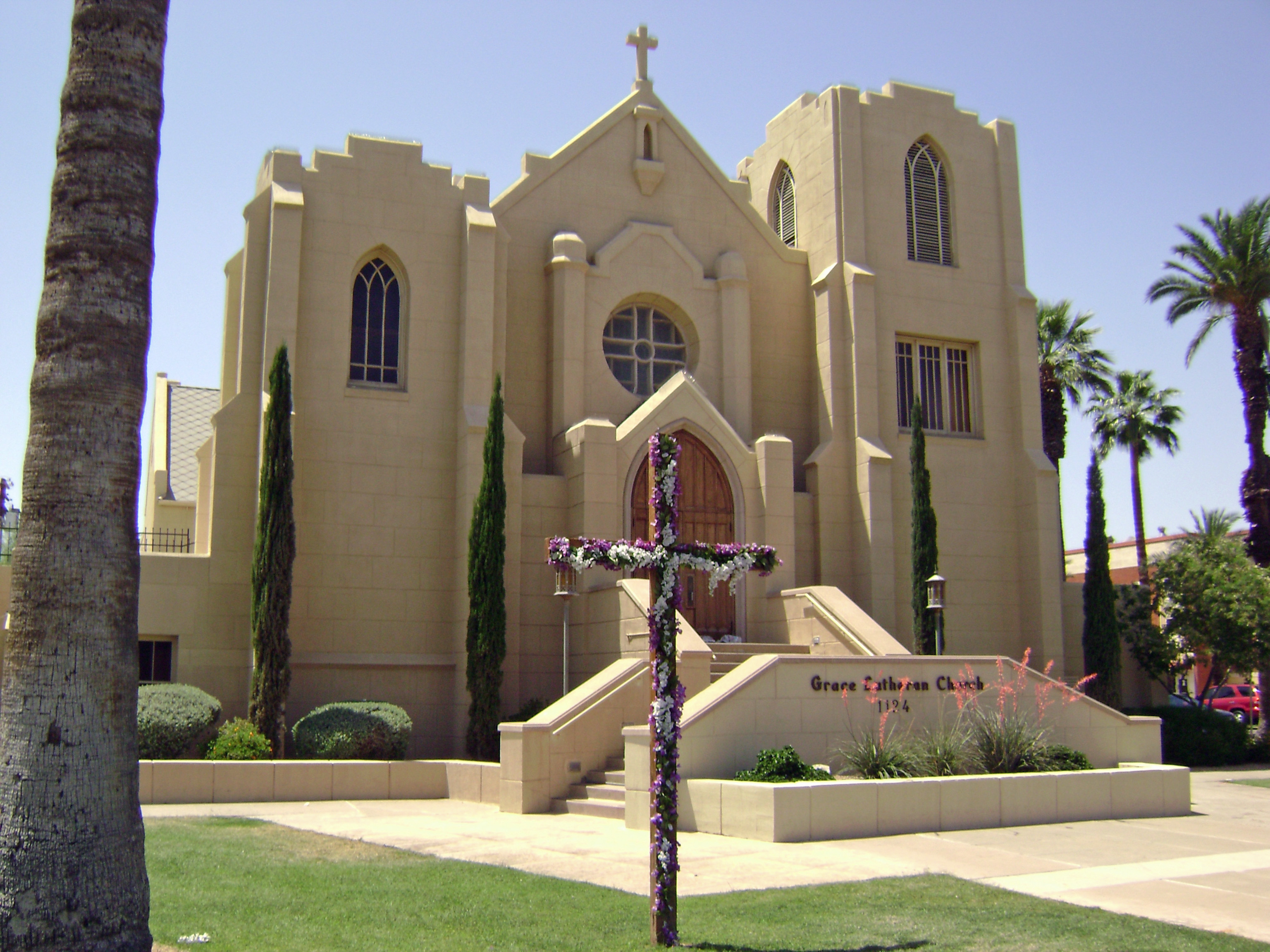
Iglesia Luterana de Phoenix

Las primeras religiones de Arizona fueron las creencias sagradas y las prácticas de los indios, que tenían un carácter animista. Los misioneros católicos comenzaron a convertir a los indios de Arizona (los franciscanos entre los hopi y los jesuitas entre los pima) a la fe cristiana a finales del siglo XVII. En los últimos años del siglo XVIII, los franciscanos ya eran la principal fuerza misionera, y la Iglesia católica se había consolidado con firmeza. En 2000, en el estado vivían 974 883 católicos, repartidos en 267 congregaciones.
La Iglesia de Jesucristo de los Santos de los Últimos Días constituye la segunda mayor denominación cristiana, con 251 974 seguidores y 643 congregaciones. Gran parte de los primeros colonizadores de Arizona eran mormones. Otras denominaciones cristianas importantes son la Convención Baptista del Sur (138 516 miembros) las Asambleas de Dios (82 802) y la Iglesia Metodista Unida (53 232).
En 2000, la población judía de Arizona era de 81 675 habitantes, y la musulmana, de 11 857. Había también alrededor de 25 congregaciones budistas y 9 hinduistas.
Según una encuesta anual realizada por The Gallup Organization en 2013, el 35,6% de los arizonenses se consideraban "muy religiosos", 5,8 puntos menos que la media nacional (41,4%), el 29,1% como "moderadamente religiosos" y el 35,3% como "no religiosos", 5,9 puntos más que la media nacional (29,4%). El 41,8% de los arizonenses se identificó como protestante, el 27,1% como católico, el 19,6% como sin afiliación religiosa y el 11,5% como de otra religión.

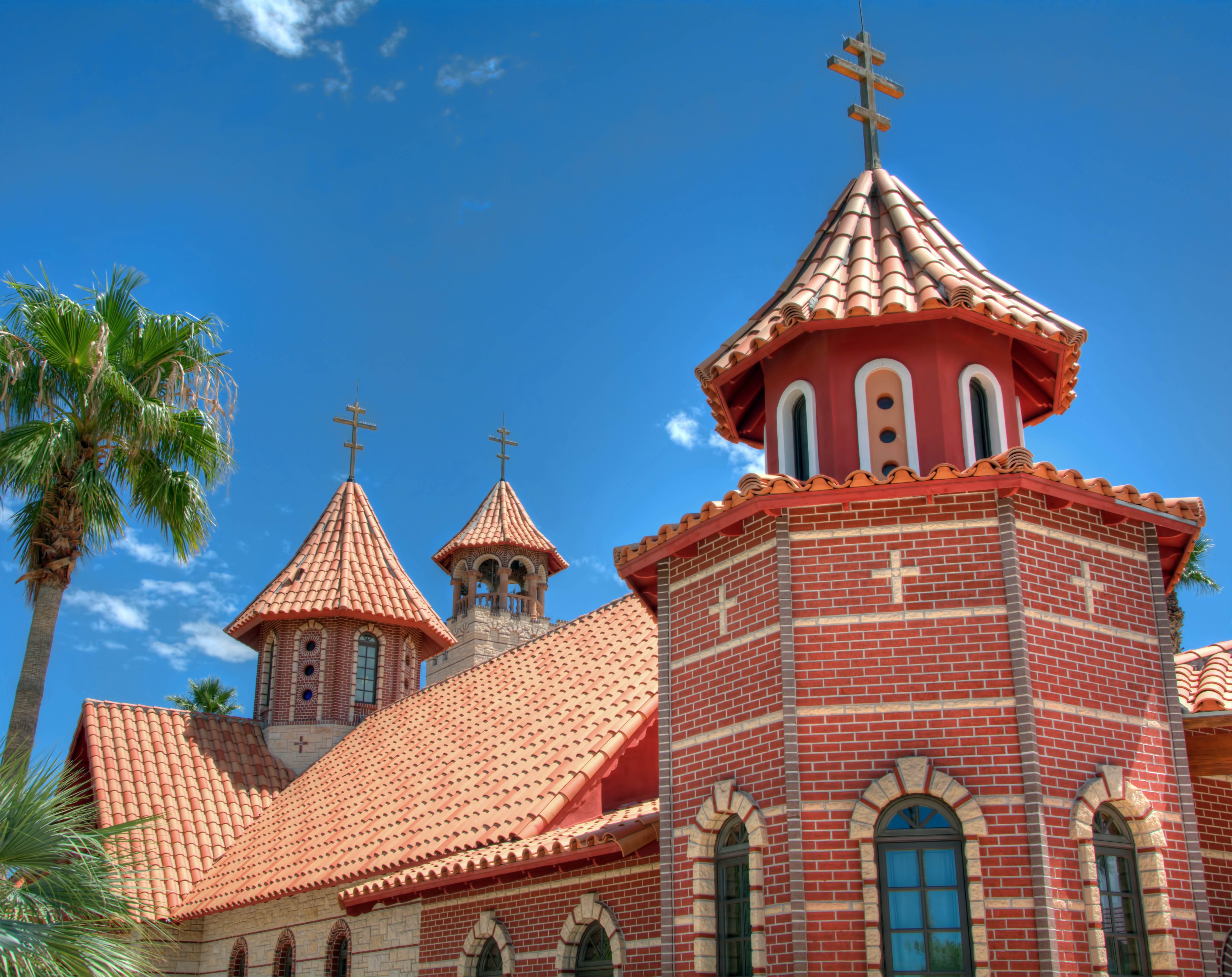
Capilla de San Jorge en el Monasterio griego ortodoxo de San Antonio en Arizona

Según el informe de 2010 de la Asociación de Archivos de Datos Religiosos (ARDA), Arizona contaba con 930 702 fieles de la Iglesia católica (14,6 %), 762 376 fieles de iglesias evangélicas (11,9 %), incluidos 126 830 de la Convención Bautista del Sur (2,0%) y 123.713 de las Asambleas de Dios (1,9%), 392.918 adeptos a la Iglesia de Jesucristo de los Santos de los Últimos Días (6,1%), 171.792 adeptos a las principales iglesias protestantes (2,7%), 16.233 adeptos a las iglesias ortodoxas (0,3%), 12.473 adeptos a las iglesias afroamericanas (0,2%), 93.434 adeptos a otra religión (1,5%) y 4.012.089 no adeptos a ninguna religión (62,8%). Según el informe, Arizona tenía la quinta mayor proporción de mormones de Estados Unidos, después de Utah (69,1%), Idaho (26,1%), Wyoming (11,1%) y Nevada (6,5%).
Según una encuesta realizada por The Gallup Organization en 2009, Arizona tenía un 46,5% de protestantes, un 24,7% de católicos, un 17,2% de no religiosos, un 5,5% de mormones y un 1,3% de judíos. Según la encuesta, Arizona tenía la cuarta mayor proporción de mormones de Estados Unidos, después de Utah (60,8%), Idaho (19,3%) y Wyoming (10,1%).
Según una encuesta realizada por el Foro Pew sobre Religión y Vida Pública en 200842 , Arizona tenía un 40% de protestantes, un 23% de evangélicos, un 15% de tradicionales y un 2% de negros, un 25% de católicos, un 22% de sin afiliación religiosa, un 4% de mormones, un 1% de judíos, un 1% de budistas, un 1% de testigos de Jehová y un 4% de otra religión.
Según una encuesta realizada por la American Religious Identification Survey (ARIS) en 2008, Arizona tenía un 73% de cristianos, de los cuales el 29% eran católicos, el 8% baptistas, el 4% luteranos y el 2% metodistas, el 17% no tenían ninguna afiliación religiosa y el 5% tenían otra religión.
Según la Conferencia de Obispos Católicos de Estados Unidos (USCCB), los católicos representaban el 16,2% de la población en 2008.
Según estimaciones del Dr. John R. Weeks, de la Universidad Estatal de San Diego, en 2000 había un 0,7% de musulmanes en el estado.

### Principales ciudades

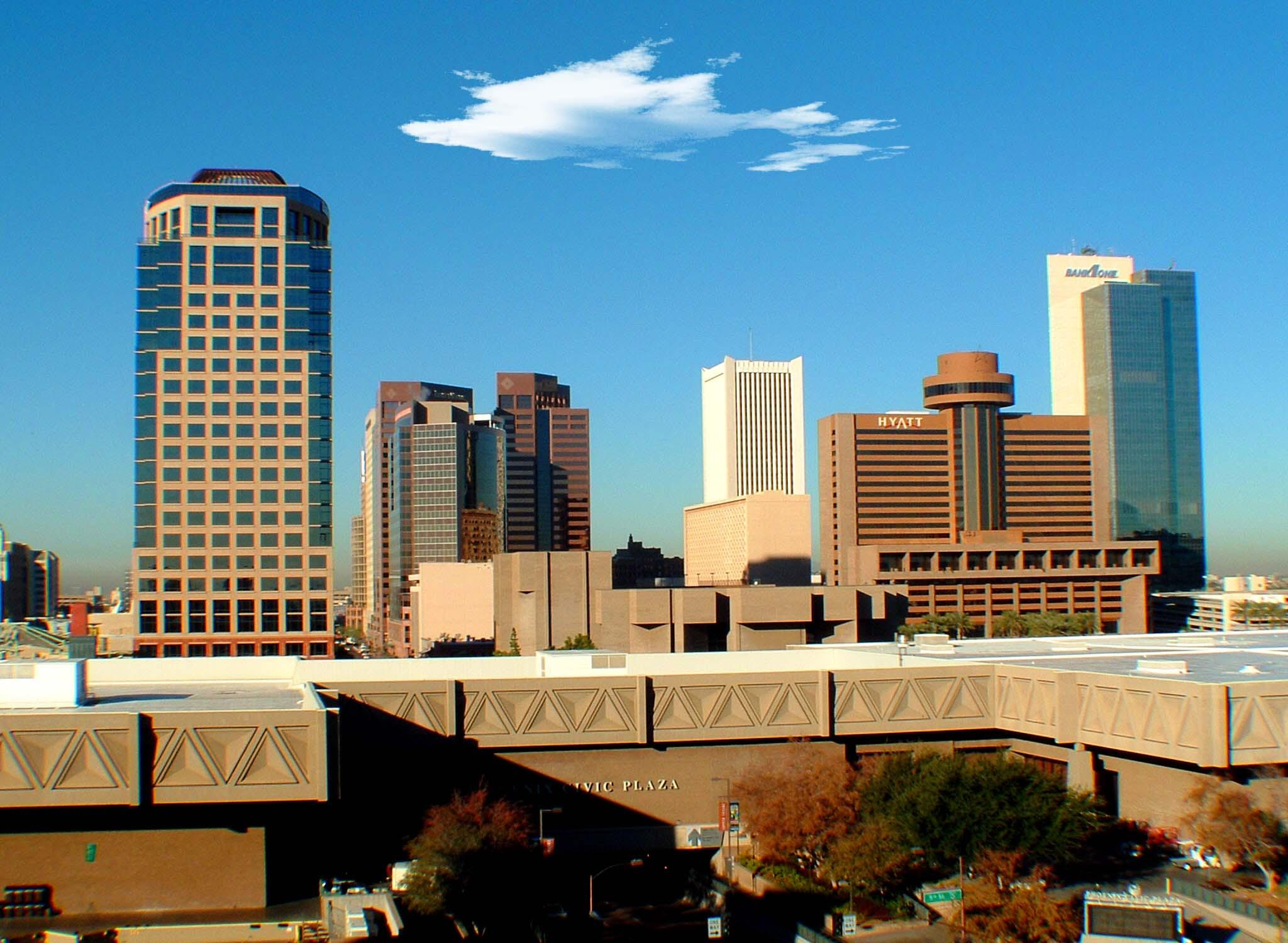
Phoenix.

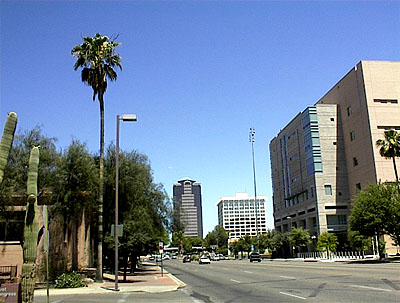
Tucson.

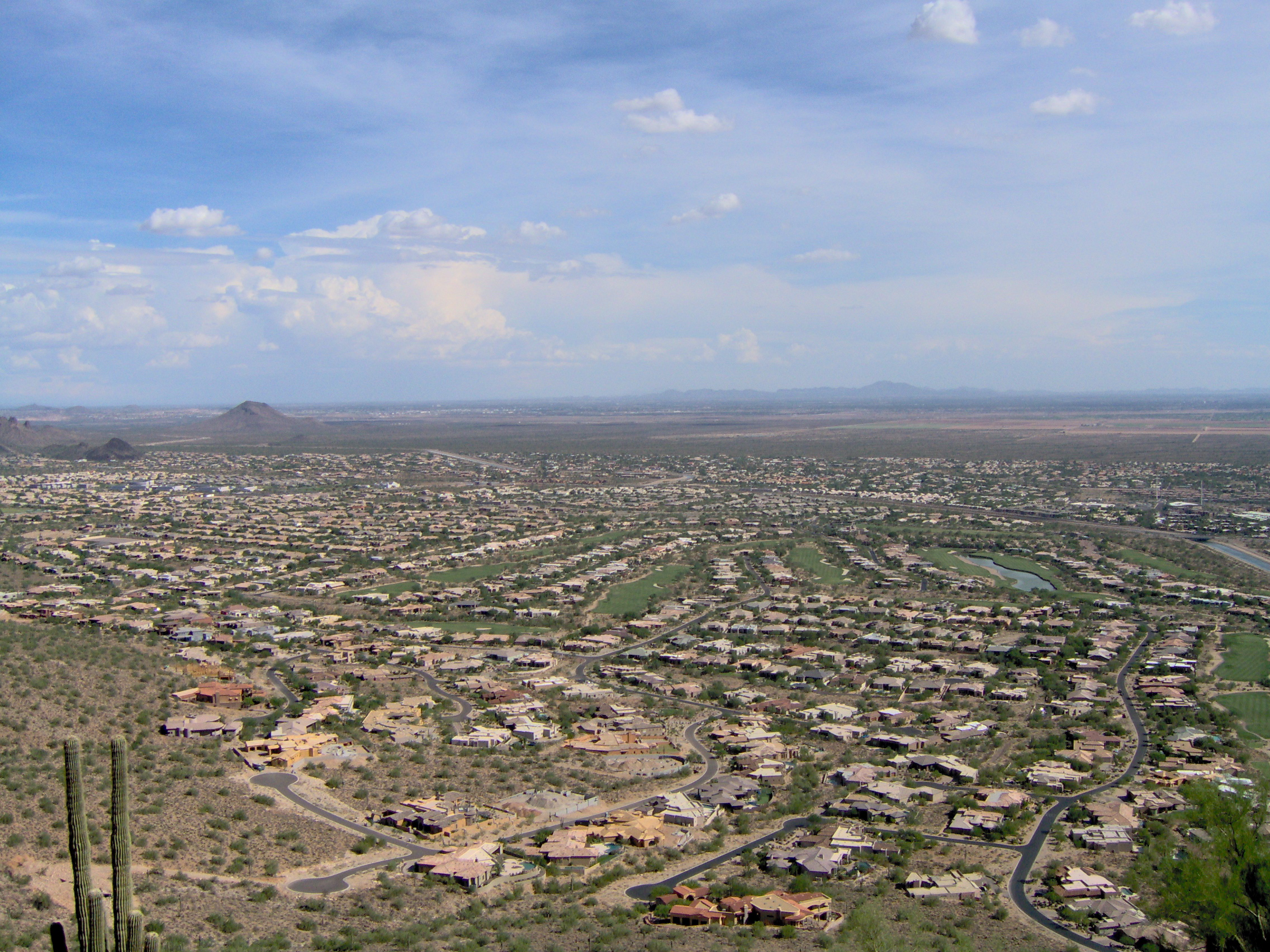
Scottsdale.

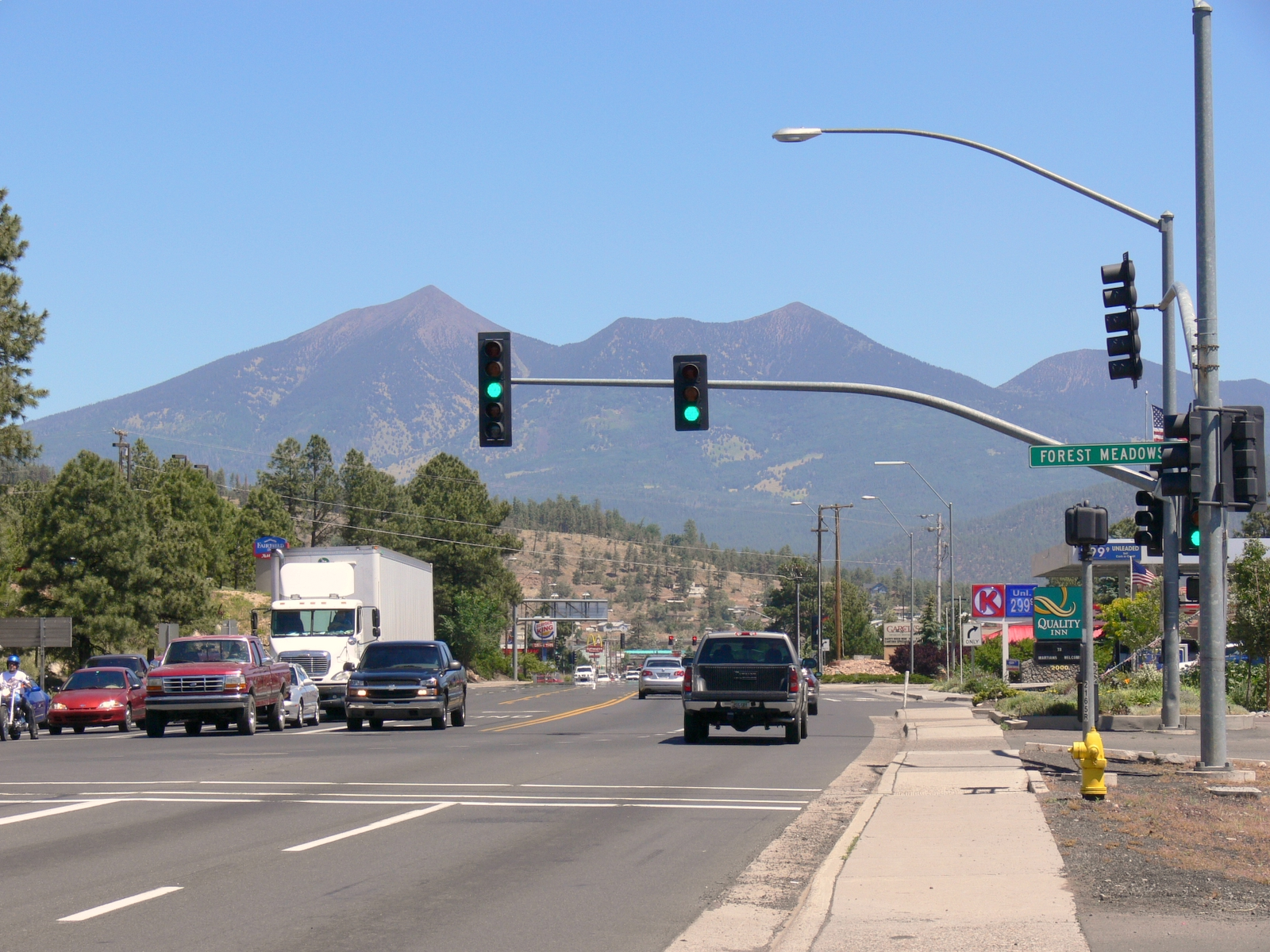
Flagstaff.

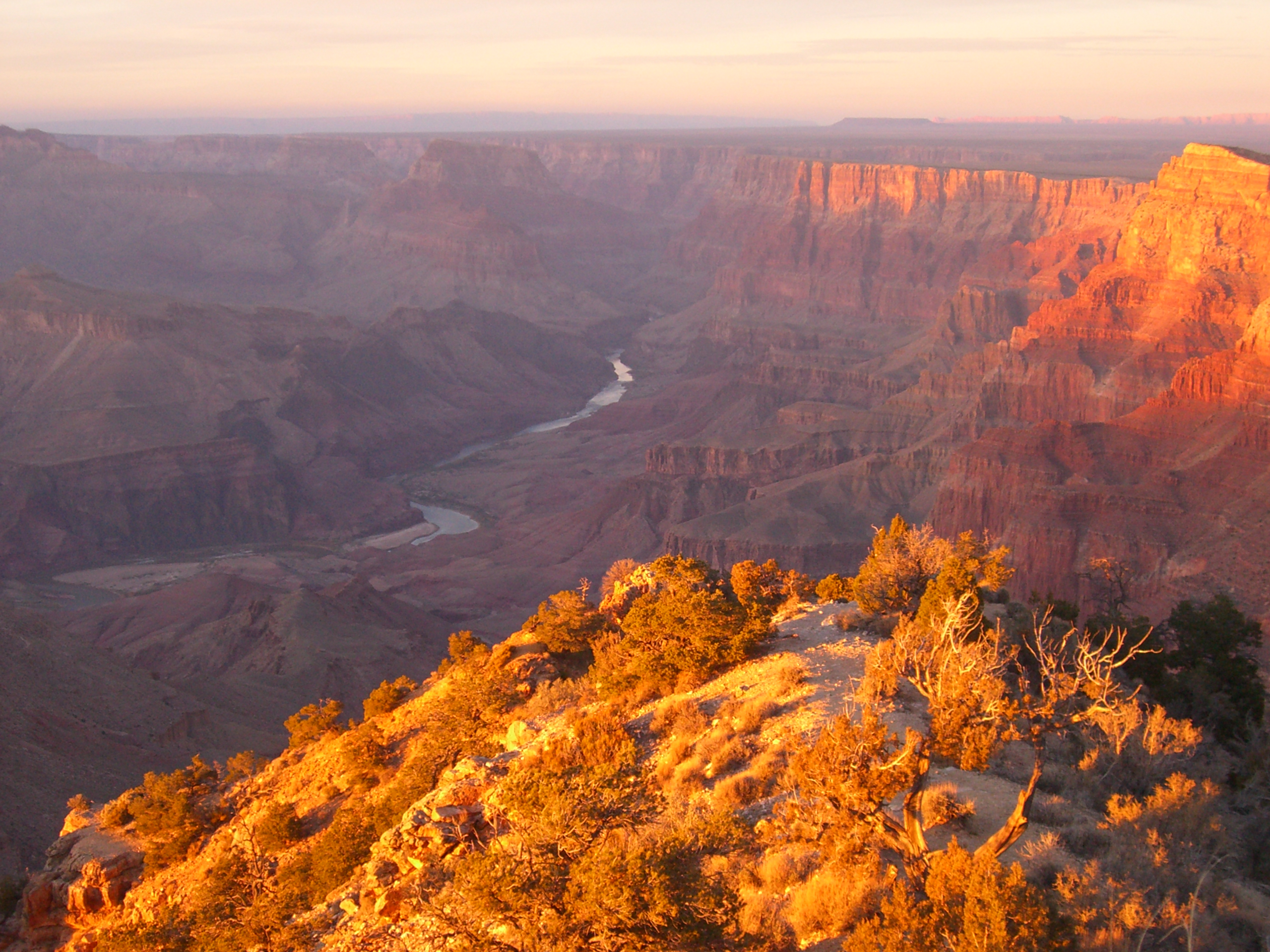
El río Colorado a su paso por el Gran Cañón.

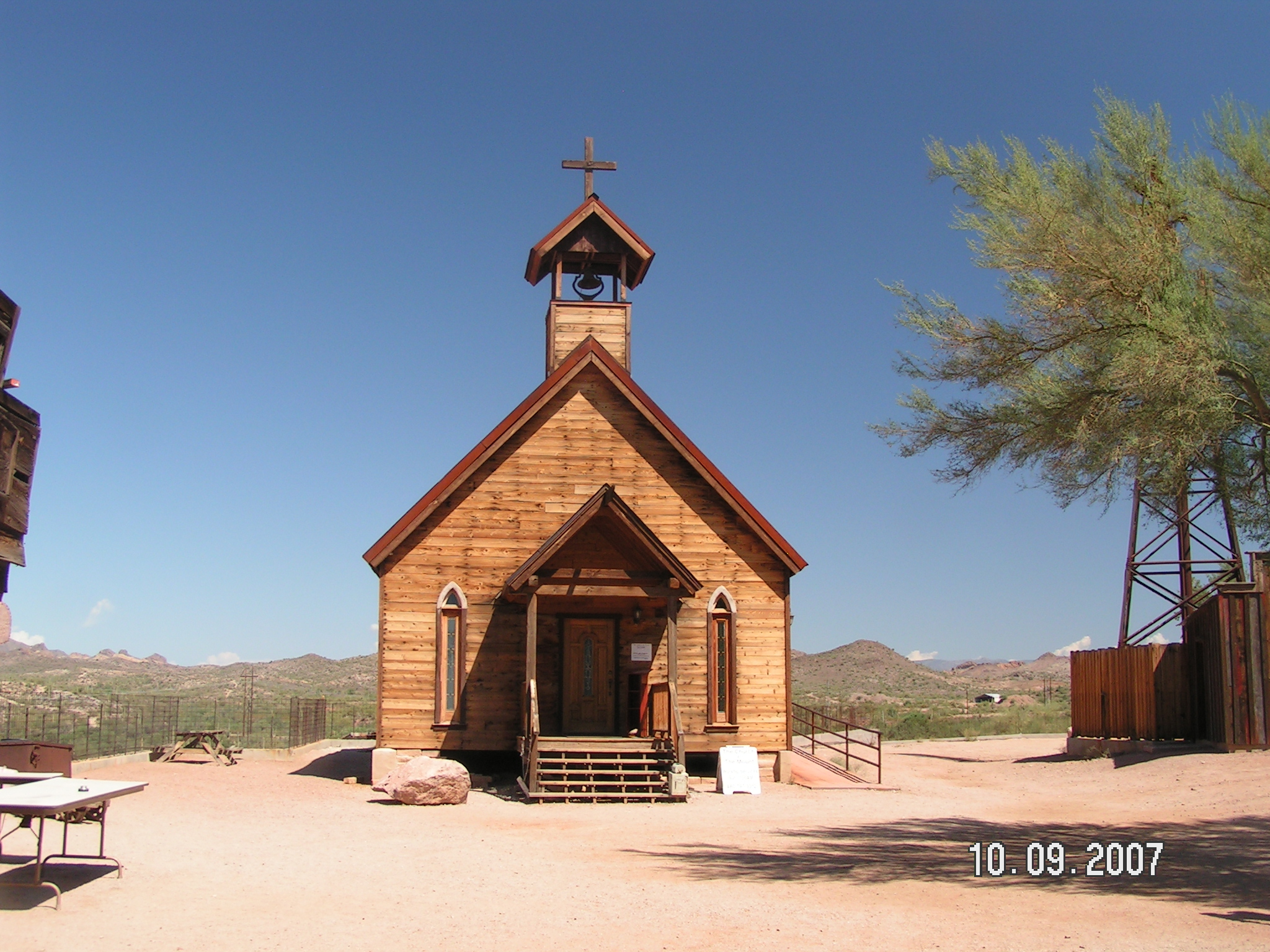
Pueblo fantasma.

La capital de Arizona es Phoenix, que a la vez es la mayor ciudad del estado. El área metropolitana de Phoenix comprende las ciudades satélites de Glendale, Peoria, Chandler, Sun City, Sun City West, Fountain Hills, Surprise, Gilbert, El Mirage, Avondale, Tempe y Scottsdale, con una población total de más de 4,8 millones de habitantes.
Tucson es la segunda mayor ciudad del estado, localizada 180 km al sureste del área metropolitana de Phoenix. El área metropolitana de Tucson sobrepasó el umbral del millón de habitantes a principios de 2007. Alberga la Universidad de Arizona, una de las sólo tres universidades públicas del estado.
Yuma constituye la tercera mayor área metropolitana de Arizona. Se localiza cerca de la frontera con California y México. Es una de las ciudades más cálidas de Estados Unidos, con una media de 42 grados centígrados en julio (la media en el Valle de la Muerte, en ese mismo mes, es de 46) La ciudad también presenta días soleados, aproximadamente el 90 % del año. El área metropolitana de Yuma tiene una población de 160 000 habitantes.
Flagstaff es la mayor ciudad de Arizona septentrional. A una altitud de 2100 m, constituye un rígido contraste a las regiones desérticas a las que suele estar asociada Arizona. Flagstaff alberga 57 391 residentes, además del campus principal de la Universidad del Norte de Arizona.
El área micropolitana de Sierra Vista-Douglas está ubicado en el condado de Cochise y prácticamente comprende todas las poblaciones de ese condado. Algunas de las ciudades que comprenden el área micropolitana de Sierra Vista-Douglas son: Sierra Vista, Benson, Tombstone, Bisbee, Naco y Douglas. En el año 2000 el área micropolitana contaba con una población de 177 755 y en 2007 se estimaba una población de 127 866.
Las 10 ciudades más pobladas de Arizona
| N.º | Ciudad     | Habitantes |  |
| --- | ---------- | ---------- |  |
| 1   | Phoenix    | 1 445 632  |  |
| 2   | Tucson     | 525 796    |  |
| 3   | Mesa       | 439 041    |  |
| 4   | Chandler   | 236 123    |  |
| 5   | Glendale   | 226 721    |  |
| 6   | Scottsdale | 217 385    |  |
| 7   | Gilbert    | 208 453    |  |
| 8   | Tempe      | 161 719    |  |
| 9   | Peoria     | 154 065    |  |
| 10  | Yuma       | 93 064     |  |

La siguiente es una lista de ciudades más pobladas de Arizona. Aparecen en negrita aquellas cuya población supera los 100 000 habitantes.
| - Apache Junction - Avondale - Benson - Bisbee - Buckeye - Bullhead City - Campo Verde - Casa Grande - Casas Adobes - Catalina Foothills - 'Chandler' - Coolidge - Cottonwood - Douglas - Drexel Heights - Dudleyville - Eloy - Flagstaff - Florence - Flowing Wells - Fortuna Foothills - Fountain Hills - 'Gilbert' - 'Glendale' - Globe | - Golden Valley - Goodyear - Green Valley - Holbrook - Jerome - Kingman - Lake Havasu City - Mammoth - Marana - 'Mesa' - Mohave Valley - New Kingman-Butler - New River - Nogales - Oro Valley - Paradise Valley - Payson - 'Peoria' - 'Phoenix' - Prescott Valley - Prescott - Queen Creek - Safford - San Luis - 'Scottsdale' | - Sedona - Sierra Vista Southeast - Sierra Vista - Somerton - Sun City West - Sun City - Sun Lakes - Superior - Surprise - Tanque Verde - 'Tempe' - Verde Village - Tucson - Wickenburg - Wikieup - 'Yuma' - Youngtown |

## Educación

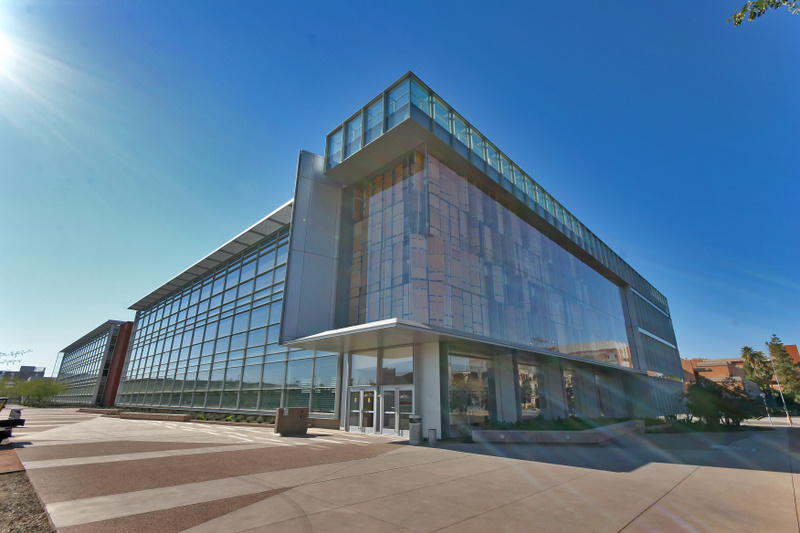
La Universidad Estatal de Arizona, ubicada en Tempe.

Las primeras escuelas de Arizona fueron abiertas en el siglo XVII por los misioneros españoles, y por ello, en ellas se enseñaba mayoritariamente religión. Después de la independencia mexicana en 1821, los mexicanos expulsaron a todos los misioneros nacidos en España. Estas escuelas, cuyo principal cometido era convertir a los nativos americanos al catolicismo, fueron abandonadas después por el gobierno mexicano. Las primeras escuelas públicas se fundaron en Tucsón, en 1871. En la década de 1880, el gobierno de Arizona creó un sistema de fondos para la educación e hizo obligatoria la educación a todos los niños del estado. Hasta 1951, las escuelas de Arizona estaban segregadas.
Actualmente, todas las instituciones educativas de Arizona deben seguir ciertas reglas y patrones dictados por el Consejo Estatal de Educación de Arizona. Este consejo controla directamente el sistema de escuelas públicas del estado, que está dividido en varios distritos escolares. Cada ciudad principal (city), diversas ciudades secundarias (towns) y cada condado, constan al menos de un distrito escolar. En las ciudades, la responsabilidad de administrar las escuelas es del distrito escolar municipal, mientras que en las regiones menos densamente pobladas, esta responsabilidad corre a cargo de los distritos escolares que operen en el condado. Arizona permite la existencia de las llamadas "escuelas chárter", que son escuelas públicas independientes, que no son administradas por distritos escolares, pero que dependen de presupuestos públicos para su sustentación. La escolarización es obligatoria para todos los niños y adolescentes de más de seis años de edad, hasta la conclusión de la educación secundaria o hasta los quince años de edad.

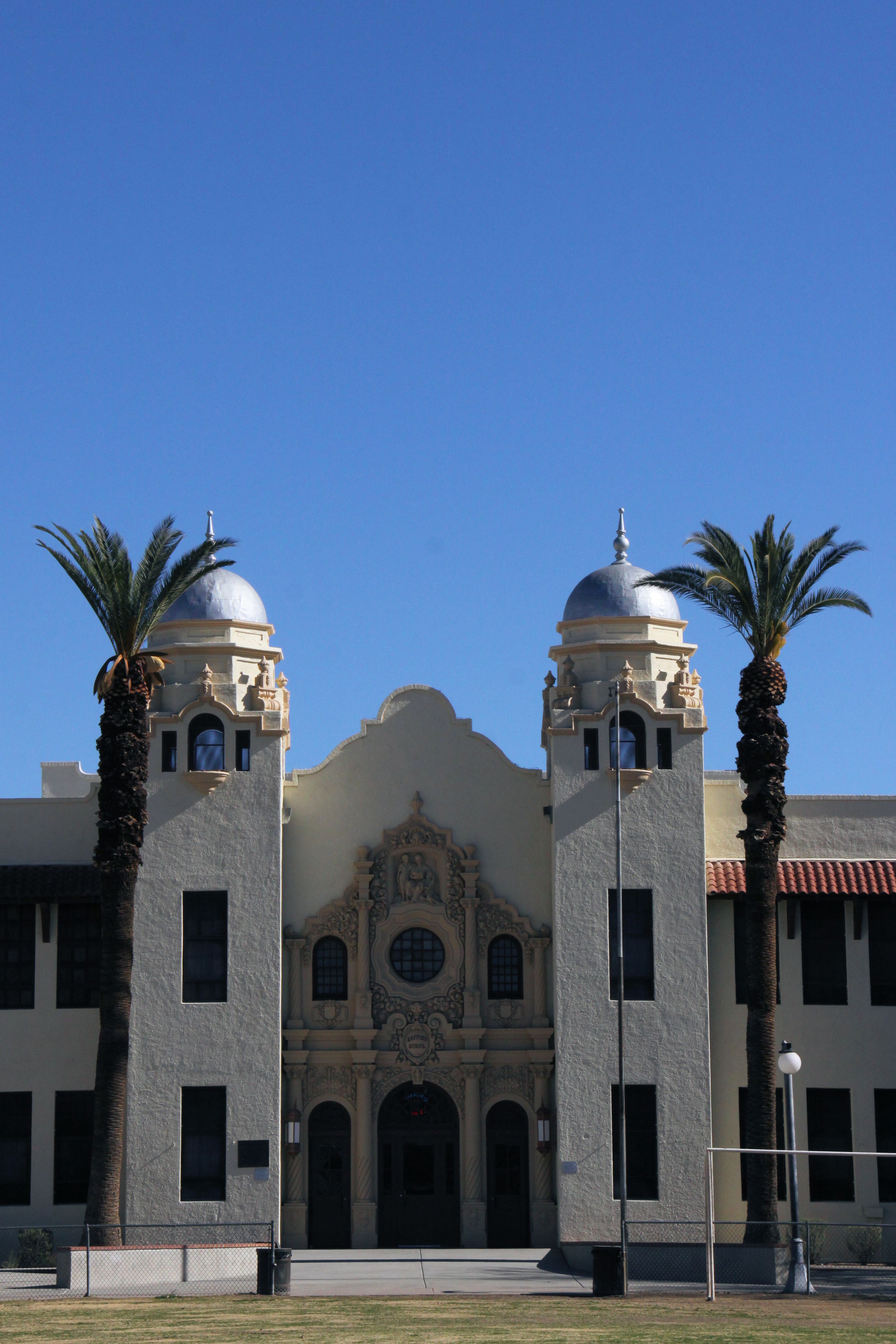
La Escuela Safford en Tucson, Arizona

En 1999, las escuelas públicas de Arizona atendieron a cerca de 852 000 estudiantes, empleando aproximadamente a 44 800 profesores. Según datos de 2005, un 83,8 % de los habitantes del estado con más de 25 años de edad tiene en su haber un diploma de graduado en educación secundaria o superior.
Las escuelas públicas de Arizona se agrupan en 220 distritos escolares locales que funcionan con independencia. No obstante, en la mayoría de los casos están gobernados por superintendentes elegidos por la población del condado. Estos a su vez son supervisados por el Consejo Estatal de Educación de Arizona (una sección del Departamento de Educación de Arizona) y por el Superintendente de Instrucción Pública del estado. En 2005, se estableció la School District Redistricting Commission con el objetivo de combinar y consolidar muchos de estos distritos.
En Arizona existen 19 universidades públicas y 13 privadas, donde estudian anualmente cerca de 135 000 estudiantes. Los centros de educación superior más importantes son la Universidad de Arizona, en Tucsón; Universidad Estatal de Arizona, en Tempe, y Northern Arizona University, en Flagstaff, todas ellas fundadas a finales del siglo XIX. Asimismo, en 1969 se inauguró en Tsaile el Navajo Community College, la primera institución de educación superior estadounidense en una reserva india.

## Economía
Las actividades económicas más importantes de Arizona son la industria, la minería, la agricultura y las relacionadas con las actividades turísticas. Los sectores que emplean a más personas son, por este orden, los servicios (dada la importancia de su sector turístico), el comercio, la industria y la construcción. La minería ha experimentado durante 1999 un descenso apreciable como demandante de mano de obra. En términos de producto interior bruto (PIB), este estado experimenta un crecimiento del 5,1 % anual (1995-96). El mayor incremento en el PIB se ha producido en el sector servicios (9,7 %), mientras el sector menos dinámico ha sido el de la construcción (3,5 %).

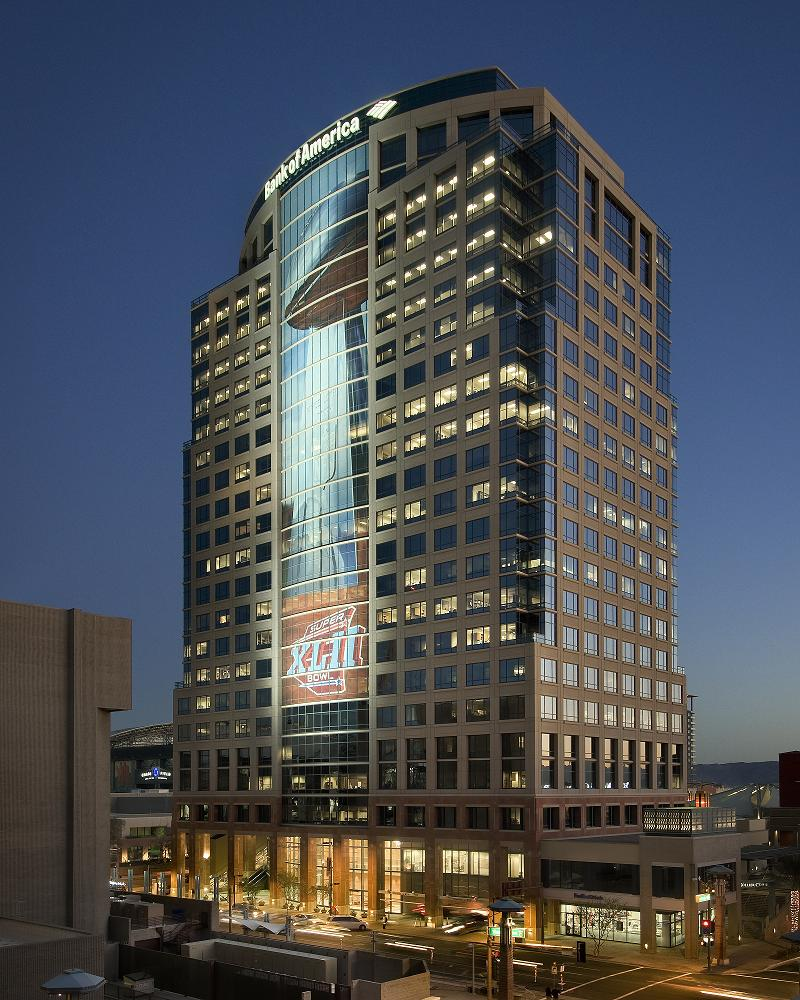
Torre del Bank of America en Phoenix

Se calcula que la tierra dedicada a actividades agropecuarias es de un 50 % de la superficie del estado. Las parcelas son las de mayor extensión de los Estados Unidos, ya que tienen una media de 2038 ha y el 47 % se dedican al cultivo y el resto a la ganadería. El estado mantiene y controla los sistema de irrigación. Los cultivos principales son el algodón (Arizona es el cuarto estado con mayor producción), verduras (sobre todo lechugas) y heno. La ganadería se basa en el vacuno que es la base de una potente industria de productos lácteos.
Arizona cuenta con una gran superficie boscosa, equivalente a un 25 % de su territorio. Las dos terceras partes de estos bosques están protegidos por el gobierno (que los clasifica como Parques nacionales) por lo que su industria maderera es escasa (una quinta parte de la superficie boscosa).
Los recursos mineros, aunque han experimentado un retroceso en los últimos años, continúan siendo fundamentales en la economía no solo de Arizona, sino de los Estados Unidos. En efecto, Arizona es el cuarto estado en el país con mayor extracción minera: en sus minas se obtiene el 69 % del cobre de los Estados Unidos y el 31 % del molibdeno. También es rico en oro, plata y carbón, así como en materiales de construcción como son la grava, el cemento y la piedra de cantería.
La industria de Arizona se ha beneficiado del precio ventajoso de la tierra, de la abundante y por tanto barata energía eléctrica, del bajo nivel de salarios en comparación con otros estados y de la política fiscal del gobierno que ha intentado aportar incentivos a las nuevas industrias. Por ejemplo, el gobierno ha facilitado la creación de polos de desarrollo industrial en Tucsón y Phoenix con excelentes resultados. Como consecuencia de esta política y de las ventajosas condiciones expuestas anteriormente, Arizona alberga numerosas nuevas industrias del sector eléctrico y electrónico, y de equipamiento pesado.
La segunda industria más boyante en Arizona es la relacionada con el turismo, y aunque la mayor parte de sus visitantes son estadounidenses y algunos mexicanos, está logrando cada vez atraer a más visitantes de otros lugares especialmente de países europeos.
Con una fuerza laboral de 4,43 millones de personas, su nivel de paro es bajo ya que Arizona tiene una tasa de desempleo de 4,1 % (1999). Los ingresos medios anuales per cápita son de 20 461 dólares (1998), y por unidad familiar de 37 090 dólares (1800 dólares por debajo de la media nacional). El índice de población, que vive por debajo del índice de pobreza, es de un 16,6 %, lo que le convierte en el sexto estado menos favorecido en este aspecto; en este sentido ha empeorado ya que en 1990 ocupaba el decimonoveno puesto con un índice similar a la media nacional.

## Turismo

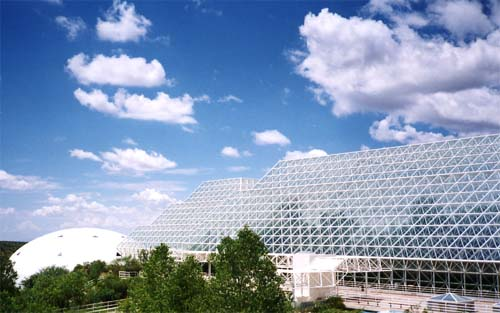
Vista exterior de Biosfera 2, un intento de crear un ecosistema cerrado artificial. Hoy es una atracción turística.

El impacto del turismo en la economía de Arizona es grande. En 2000, 29,49 millones de personas vistaron el estado, generando 1 376 000 millones de dólares en ventas directas. Aquel mismo año, más de 380 000 personas estaban directa o indirectamente empleadas en trabajos relacionados con el sector turístico.
Arizona cuenta con un conjunto de colores atrayentes, además de una geología fascinante. El estado está lleno de ríos caudalosos, bosques de pinos ponderosa, montañas nevadas y lagos. Es un destino que ofrece la oportunidad de sentirse en otro planeta. Visitar la histórica Ruta 66, mientras disfrutas de un panorama indescriptible. En Arizona podrás encontrar los siguientes lugares turísticos de interés.
- El Gran Cañón
- Monumento nacional Castillo de Montezuma
- Sedona
- Museo Histórico y Minero de Bisbee
- TombstoneEl Gran Cañón, Arizona.
- Misión de San Xavier del Bac
- Valle de los Monumentos
- El cráter Barringer

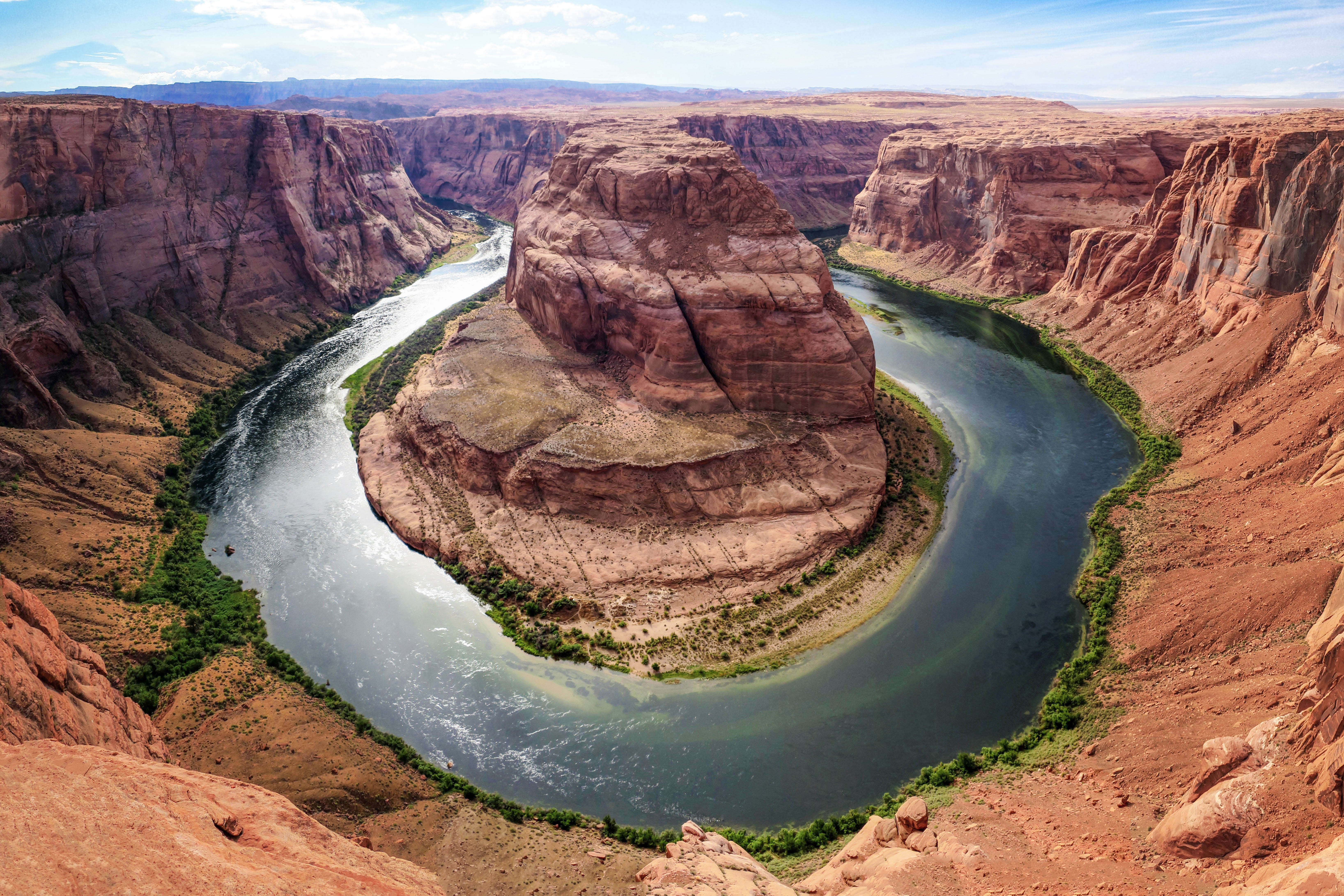
El Gran Cañón, Arizona.

- Monumento Nacional Del Cañón del Nogal
- Histórica Ruta 66
- Montaña Camelback
- Cañón de Oak Creek
- Old Town Scottsdale
- Tlaquepaque Arts and Shopping Village
- Monumento Nacional Sunset Crater Volcano
- Capilla de la Santa Cruz

### Impuestos
Los impuestos los recauda el Departamento de Hacienda de Arizona.
Arizona recauda el impuesto sobre la renta de las personas físicas en cinco tramos: 2,59%, 2,88%, 3,36%, 4,24% y 4,54%. El impuesto estatal sobre los privilegios en las transacciones es del 5,6%; sin embargo, los impuestos sobre las ventas municipales y de los condados suelen añadir un 2% adicional.
En 2020, los votantes de Arizona aprobaron la Proposición 208 para crear un tramo adicional del impuesto sobre la renta del 8% para los ingresos superiores a 250.000 dólares (declarantes solteros) y 500.000 dólares (declarantes conjuntos). El Instituto Goldwater presentó una demanda impugnándola, pero fue rechazada por el juez John Hannah Jr. del Tribunal Superior de Arizona del condado de Maricopa.
El tipo estatal sobre el alojamiento transitorio (hotel/motel) es del 7,27%. El estado de Arizona no recauda un impuesto estatal sobre los alimentos para consumo doméstico ni sobre los medicamentos recetados por un médico o dentista colegiado. Sin embargo, algunas ciudades de Arizona aplican un impuesto sobre los alimentos de consumo doméstico.

Hileras de lechuga regadas por aspersores manuales en Yuma

Los quince condados de Arizona aplican un impuesto. Los municipios incorporados también recaudan impuestos de privilegio de transacción que, con la excepción de su impuesto de hotel/motel, están generalmente en el rango de 1 a 3%. Estos gravámenes añadidos podrían elevar el tipo combinado del impuesto sobre las ventas hasta el 10,7%.

### Agricultura
En Arizona se producen múltiples cultivos, como lechuga, espinaca, melón, brócoli, coliflor, repollo y sandía.
El seguro federal de cosechas está disponible aquí para la uva (Vitis vinifera y otras Vitis spp.). Junto con la cosecha de California, se rige por las disposiciones especiales de los estatutos pertinentes del seguro de cosechas. Las plagas de insectos y las enfermedades están cubiertas, excluyendo la filoxera (Daktulosphaira vitifoliae) o la falta de aplicación correcta del control de insectos o la aplicación del control de enfermedades.
La mosca blanca Bemisia tabaci B se introdujo a través del comercio de poinsettia en la década de 1980, desplazando al anterior biotipo A. En 2004 se encontró por primera vez aquí el biotipo Q (procedente del Mediterráneo), también en poinsettia.
El escarabajo de la papa de Colorado (Leptinotarsa decemlineata) es autóctono o una introducción temprana y su población se alimenta normalmente de Solanum elaeagnifolium, que suele ser un hospedador menos atractivo para este escarabajo.

## Política y gobierno

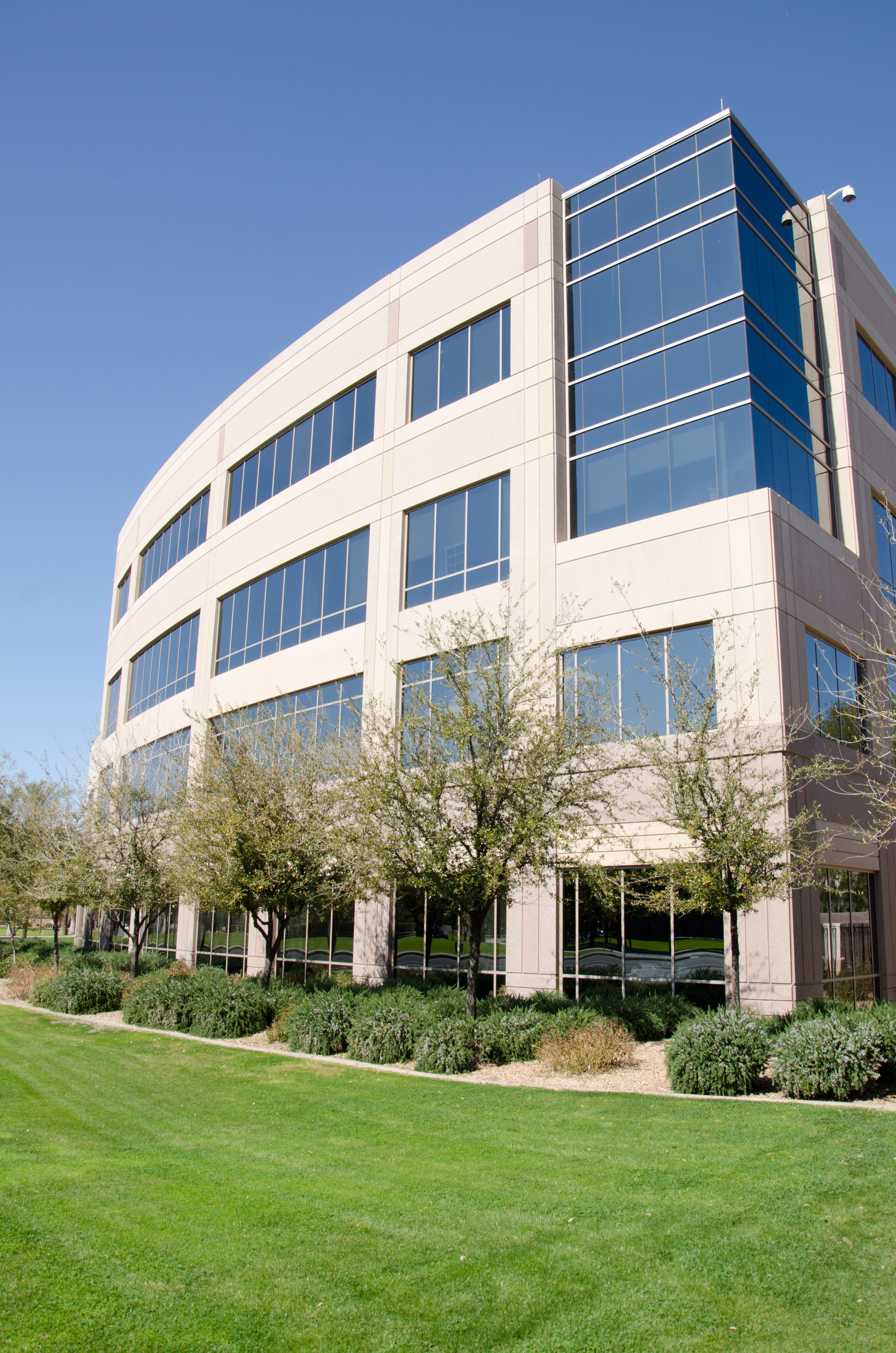
Departamento de Administración del Gobierno de Arizona

### Poder Ejecutivo
El poder ejecutivo de Arizona está encabezado por un gobernador, elegido para un mandato de cuatro años. El gobernador puede desempeñar cualquier número de mandatos, aunque no más de dos seguidos. Arizona es uno de los pocos estados que no tiene mansión del gobernador. Durante su mandato, los gobernadores residen en su residencia privada, y las oficinas ejecutivas se encuentran en la torre ejecutiva del capitolio del estado. La gobernadora de Arizona es Katie Hobbs (D).
La gobernadora Jan Brewer asumió el cargo en 2009, después de que el Senado confirmara el nombramiento de Janet Napolitano como Secretaria de Seguridad Nacional, propuesto por Barack Obama. Arizona ha tenido cuatro gobernadoras, más que ningún otro estado.
Otros cargos electos del ejecutivo son el secretario de Estado, el tesorero del Estado, el fiscal general del Estado, el superintendente de Instrucción Pública, el inspector de Minas del Estado y una Comisión de Corporaciones formada por cinco miembros. Todos los cargos electos tienen un mandato de cuatro años, y están limitados a dos mandatos consecutivos (excepto el cargo de Inspector de Minas del Estado, que está limitado a cuatro mandatos).
Arizona es uno de los cinco estados que no tienen vicegobernador. El Secretario de Estado elegido es el primer sucesor del Gobernador en caso de fallecimiento, incapacidad, dimisión o destitución. Si es nombrado, el secretario de Estado no es elegible y el próximo gobernador es elegido entre el siguiente funcionario elegible en la línea de sucesión, incluidos el fiscal general, el tesorero del estado y el superintendente de instrucción pública. Desde 1977, cuatro secretarios de Estado y un fiscal general han sucedido al gobernador de Arizona.

### Poder Legislativo
La Legislatura de Arizona es bicameral y consta de un Senado de treinta miembros y una Cámara de Representantes de sesenta miembros. Cada uno de los treinta distritos legislativos tiene un senador y dos representantes. Los legisladores son elegidos por periodos de dos años.

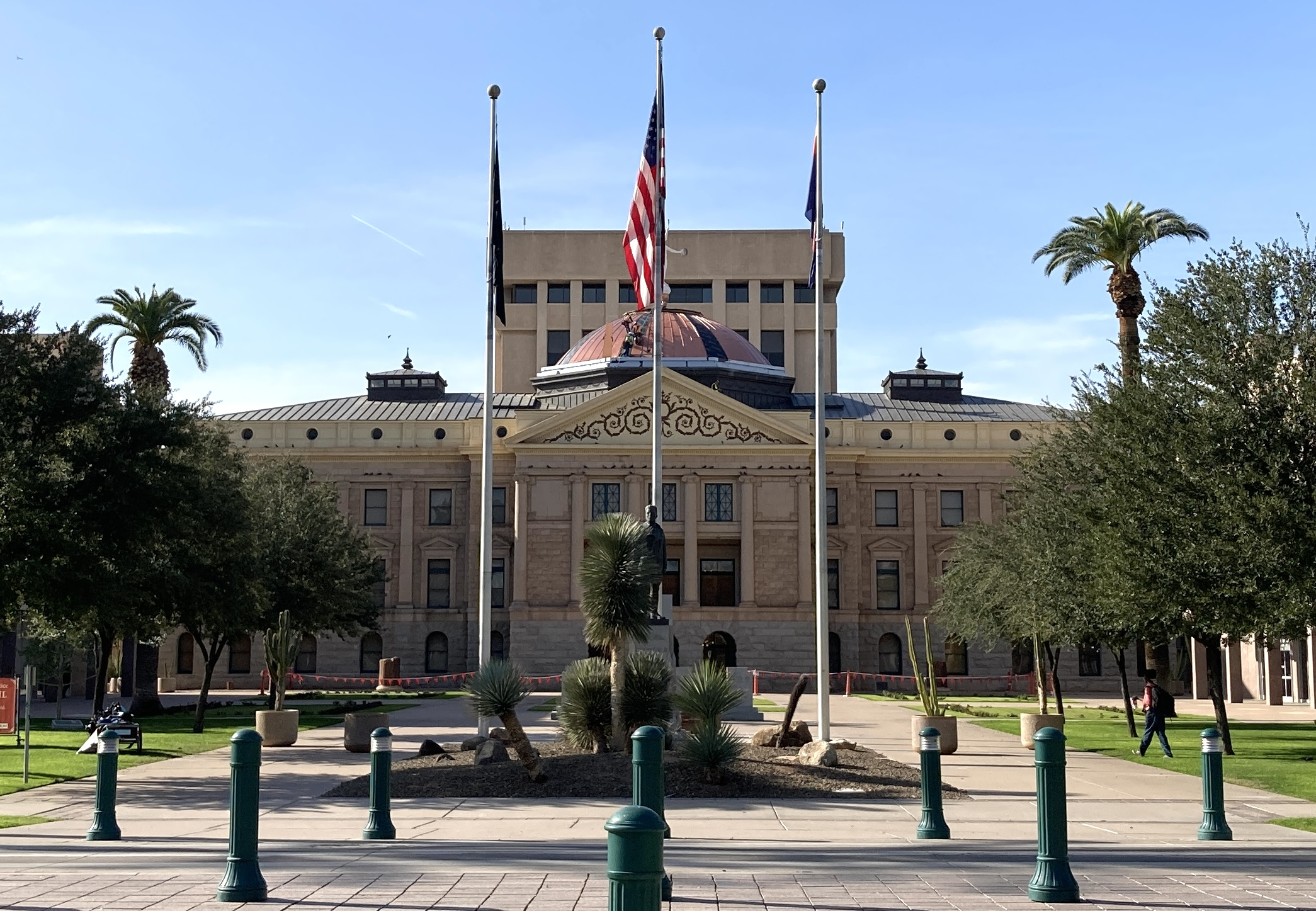
Capitolio del Estado de Arizona

Cada Legislatura abarca un período de dos años. La primera sesión que sigue a las elecciones generales se conoce como primera sesión ordinaria, y la sesión que se convoca en el segundo año se conoce como segunda sesión ordinaria. Cada período ordinario de sesiones comienza el segundo lunes de enero y se levanta sine die (finaliza el año) a más tardar el sábado de la semana en que se cumplen 100 días desde el inicio del período ordinario de sesiones. El Presidente del Senado y el presidente de la Cámara, por norma, pueden prorrogar el período de sesiones hasta siete días más. A partir de entonces, el período de sesiones sólo puede prorrogarse por mayoría de votos de los miembros presentes de cada cámara.
El partido mayoritario tradicionalmente es el Partido Republicano, que ostenta el poder en ambas cámaras desde 1993. El Partido Demócrata obtuvo varios escaños legislativos en las últimas elecciones, con lo que ambas cámaras están a un escaño de dividirse por igual a partir de 2021.
Los senadores y representantes estatales de Arizona son elegidos por mandatos de dos años y están limitados a cuatro mandatos consecutivos en una cámara, aunque no hay límite en el número total de mandatos. Cuando un legislador ve limitado su mandato, es habitual que se presente a las elecciones en la otra cámara.

### Poder Judicial
El Tribunal Supremo de Arizona es el más alto tribunal de Arizona, compuesto por un presidente, un vicepresidente y cinco jueces asociados. Los jueces son nombrados por el gobernador a partir de una lista recomendada por una comisión bipartidista y deben ser mantenidos en el cargo mediante elecciones después de los dos primeros años tras su nombramiento. Las elecciones posteriores se celebran cada seis años. El Tribunal Supremo tiene jurisdicción de apelación en los casos de pena de muerte, pero casi todos los demás casos de apelación pasan primero por el Tribunal de Apelaciones de Arizona. El tribunal tiene jurisdicción original en algunas otras circunstancias, como se indica en la constitución del estado. El tribunal se reúne en el edificio del Tribunal Supremo de Arizona, en el complejo del capitolio (en el extremo sur de la plaza Wesley Bolin).
El Tribunal de Apelaciones de Arizona, organizado en dos divisiones, es el tribunal intermedio del estado. La Primera División tiene su sede en Phoenix, está compuesta por diecinueve jueces y tiene jurisdicción en las regiones occidental y septentrional del estado, junto con el área metropolitana de Phoenix. La División Dos tiene su sede en Tucson, consta de nueve jueces y tiene jurisdicción sobre las regiones del Sur del estado, incluyendo el área de Tucson. Los jueces se seleccionan siguiendo un método similar al utilizado para los magistrados del Tribunal Supremo del Estado.
Cada condado de Arizona tiene un tribunal superior, cuyo tamaño y organización son variados y generalmente dependen del tamaño del condado en particular.

### Complejo del Capitolio
La capital de Arizona es Phoenix. El edificio original del Capitolio, con su característica cúpula de cobre, se inauguró en 1901 (la construcción se terminó por 136.000 dólares en 1900) cuando la zona era un territorio. Phoenix se convirtió en la capital oficial del estado con la admisión de Arizona en la unión estadounidense en 1912.
Los edificios de la Cámara de Representantes y del Senado se inauguraron en 1960, y en 1974 se inauguró el Edificio de Oficinas Ejecutivas (en la novena planta de este edificio se encuentra la Oficina del Gobernador). El edificio original del Capitolio se convirtió en museo.
El complejo del Capitolio está presidido y realzado por la plaza Memorial Wesley Bolin, con un rico paisaje, que debe su nombre a Wesley Bolin, un gobernador que murió en el cargo en la década de 1970. El recinto también incluye numerosos monumentos y memoriales, como el ancla y el mástil de señales del USS Arizona (uno de los buques de la Marina estadounidense hundidos en Pearl Harbor) y una versión en granito de los Diez Mandamientos.

### Cultura política
Desde la creación del estado hasta finales de la década de 1940, Arizona estuvo dominada principalmente por el Partido Demócrata. Durante este periodo, el candidato demócrata a la presidencia ganó todas las elecciones en el estado, con las únicas excepciones de las elecciones de 1920, 1924 y 1928, en las que los republicanos arrasaron a nivel nacional.

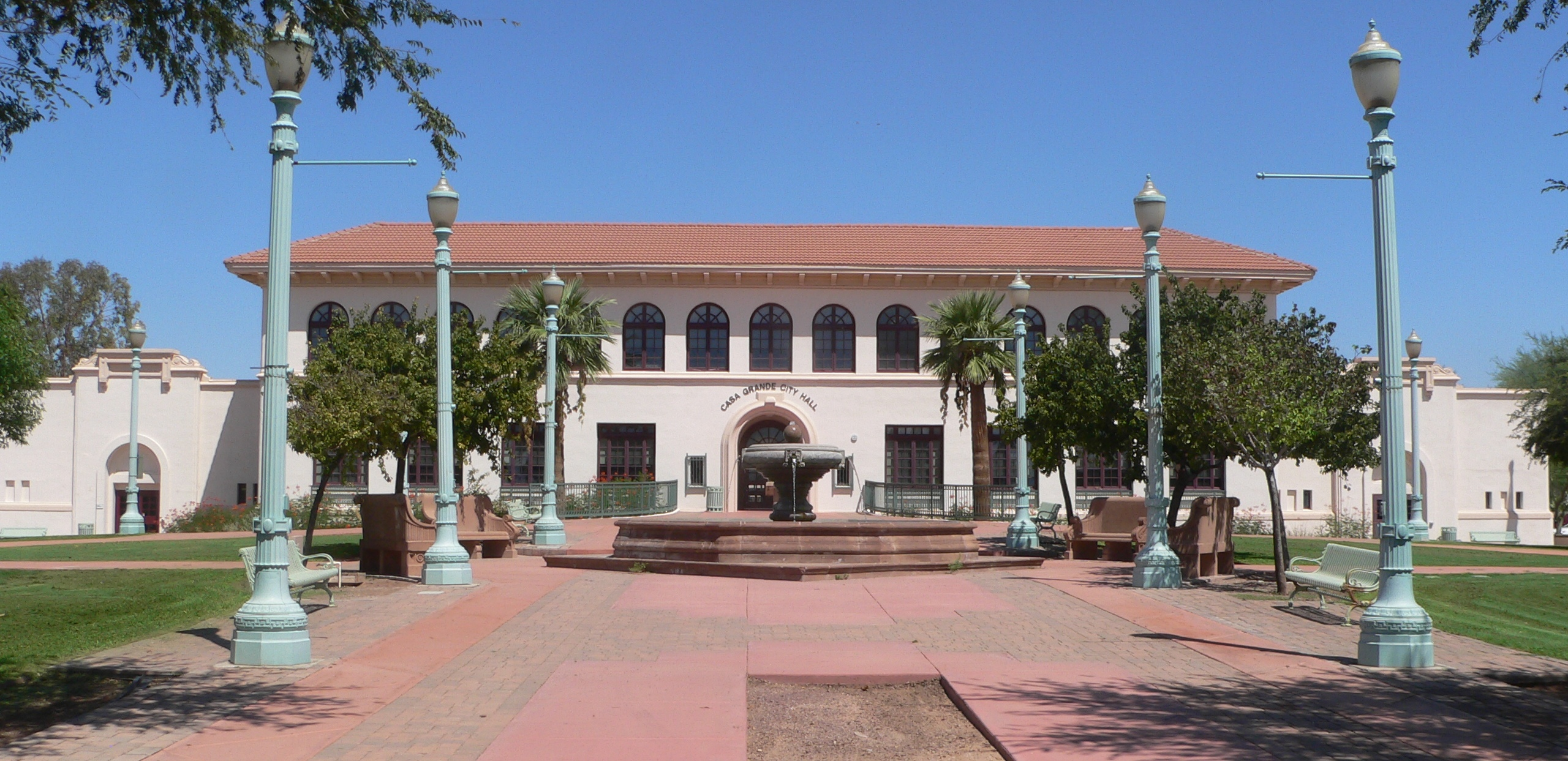
Ayuntamiento o alcaldía de Casa Grande, Arizona

En 1924, el Congreso aprobó una ley que concedía la ciudadanía y el sufragio a todos los nativos americanos, algunos de los cuales habían sido excluidos anteriormente como miembros de tribus en reservas. Las interpretaciones legales de la Constitución de Arizona prohibían votar a los nativos americanos que vivían en reservas, clasificándolos como "bajo tutela".
Esta interpretación fue anulada por incorrecta e inconstitucional en 1948 por el Tribunal Supremo de Arizona, a raíz de una demanda de los veteranos indios de la Segunda Guerra Mundial Frank Harrison y Harry Austin, ambos de la Nación Yavapai de Fort McDowell. El caso se conoce como Harrison y Austin contra Laveen. Después de que se les negara la oportunidad de registrarse en el condado de Maricopa, interpusieron una demanda contra el registrador. El Congreso Nacional de Indios Americanos, el Ministerio de Justicia, el Ministerio del Interior y la Unión Estadounidenses de Libertades Civiles presentaron amicus curiae (amigos del tribunal) en el caso. El Tribunal Supremo del Estado estableció el derecho de voto de los indios estadounidenses en el estado; en aquel momento, constituían alrededor del 11% de la población. Ese mismo año, una disposición similar fue anulada en Nuevo México al ser impugnada por otro veterano indio ante los tribunales. Estos eran los dos únicos estados que seguían prohibiendo votar a los indígenas.
Arizona votó a los republicanos en todas las elecciones presidenciales desde 1952 hasta 1992, y Richard Nixon y Ronald Reagan ganaron en el estado por márgenes especialmente amplios. Durante este período de cuarenta años, fue el único estado en el que un demócrata no ganó al menos una vez.

Estación fronteriza de Naco en Arizona

En 1964, el demócrata Lyndon Johnson perdió el estado por menos de 5.000 votos frente al senador y nativo de Arizona Barry Goldwater. (Este fue el estado más reñido en lo que, por lo demás, fue una victoria aplastante para Johnson ese año). El demócrata Bill Clinton puso fin a esta racha en 1996, cuando ganó Arizona por poco más de dos puntos porcentuales (Clinton se había quedado anteriormente a menos de un dos por ciento de ganar los votos electorales de Arizona en 1992). Desde 2000 hasta 2016, la mayoría del estado siguió apoyando a los candidatos presidenciales republicanos por sólidos márgenes. En las elecciones presidenciales de Estados Unidos de 2020, Joe Biden volvió a romper la racha al convertirse en el primer candidato presidencial demócrata en ganar Arizona desde 1996.
Desde mediados del siglo XX, el Partido Republicano también ha dominado la política de Arizona en general. Los suburbios de Phoenix y Tucson, de rápido crecimiento, se convirtieron en zonas republicanas a partir de la década de 1950. Durante esta época, muchos "demócratas de Pinto", o demócratas conservadores de zonas rurales, se mostraron cada vez más dispuestos a apoyar a los republicanos a nivel estatal y nacional. Aunque el estado apoya normalmente a los republicanos a nivel federal, los demócratas suelen ser competitivos en las elecciones estatales. Dos de los últimos seis gobernadores han sido demócratas.
El 4 de marzo de 2008, el senador John McCain se hizo con la nominación republicana para 2008, convirtiéndose en el primer candidato presidencial de un partido importante procedente de este estado desde Barry Goldwater en 1964.
La política de Arizona está dominada por una larga rivalidad entre sus dos condados más grandes, Maricopa y Pima, donde se encuentran Phoenix y Tucson, respectivamente. Estos dos condados concentran casi el 75% de la población del estado y emiten casi el 80% de los votos. También eligen a una mayoría sustancial de la legislatura estatal.

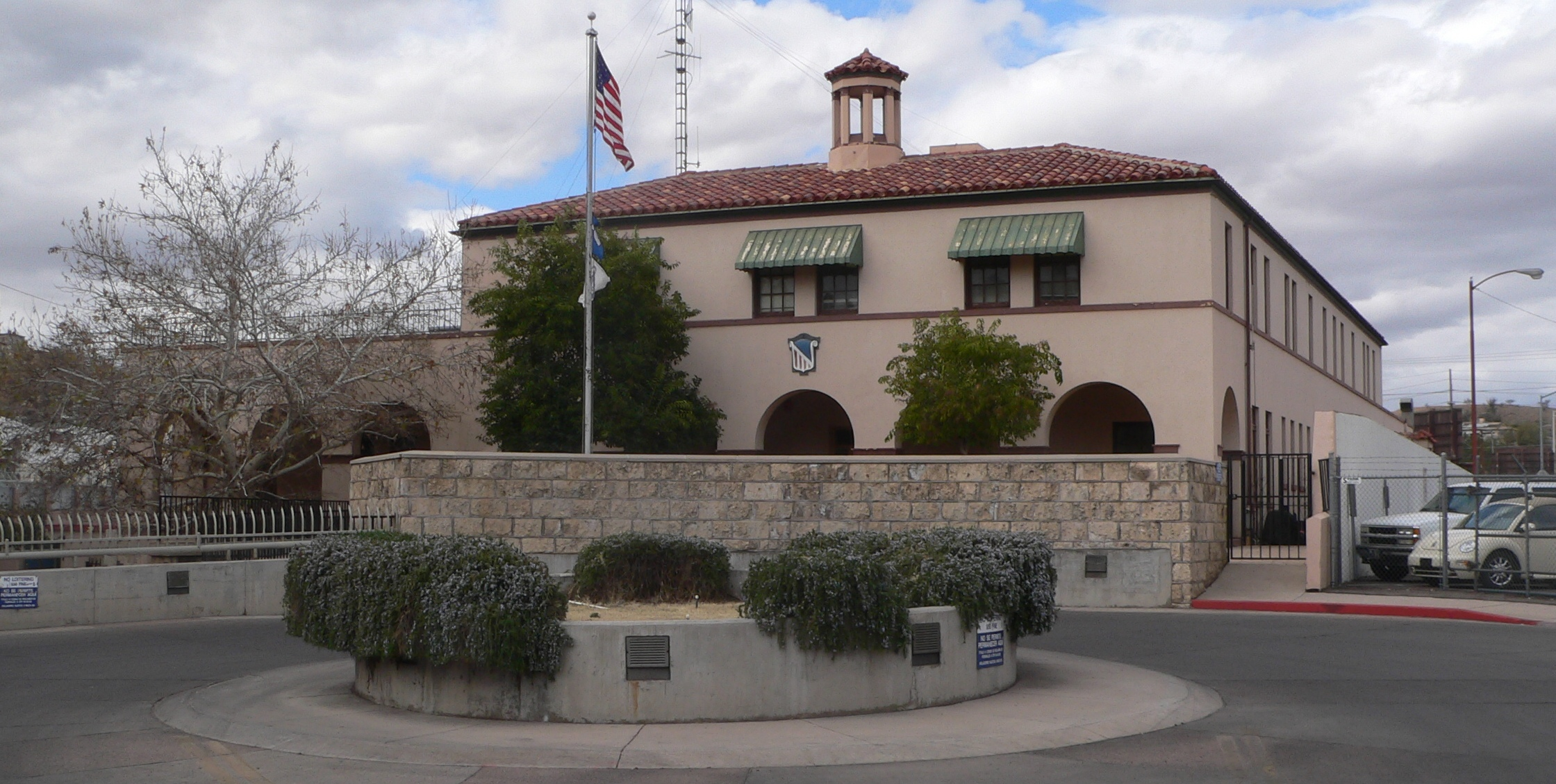
Aduana en Nogales, Arizona

En el condado de Maricopa vive casi el 60 por ciento de la población del estado y la mayoría de los cargos electos del estado. Antes de que Joe Biden ganara el condado de Maricopa en 2020, había votado a los republicanos en todas las elecciones presidenciales desde 1948. Esto incluye la carrera de 1964 del hijo nativo Barry Goldwater; no habría llevado a su estado natal sin su margen de 20.000 votos en el condado de Maricopa. Del mismo modo, mientras que McCain ganó Arizona por ocho puntos porcentuales en 2008, ayudado por su margen de 130.000 votos en el condado de Maricopa.
En cambio, el condado de Pima, donde se encuentra Tucson, y la mayor parte del sur de Arizona han votado históricamente más a los demócratas. Aunque los suburbios de Tucson se inclinan por los republicanos, mantienen un republicanismo algo más moderado que el de la zona de Phoenix.
Arizona rechazó en referéndum la prohibición del matrimonio entre personas del mismo sexo en las elecciones de 2006. Arizona fue el primer estado del país en hacerlo. El matrimonio entre personas del mismo sexo no estaba reconocido en Arizona, pero esta enmienda habría negado cualquier beneficio legal o económico a las parejas homosexuales o heterosexuales no casadas. En 2008, los votantes de Arizona aprobaron la Proposición 102, una enmienda a la Constitución del estado para definir el matrimonio como la unión de un hombre y una mujer. Se aprobó por una mayoría más ajustada que en votaciones similares celebradas en otros estados.
En 2010, Arizona aprobó la ley SB 1070, calificada como la "ley de inmigración más dura" de Estados Unidos. Se desató un intenso debate entre partidarios y detractores de la SB 1070. El Tribunal Supremo de Estados Unidos anuló partes de la ley de Arizona, que obligaba a todos los inmigrantes a llevar documentos de inmigración en todo momento, en el caso Arizona contra Estados Unidos.
La huelga de profesores de Virginia Occidental en 2018 inspiró a profesores de otros estados, incluido Arizona, a tomar medidas similares.
Arizona conserva la pena de muerte. En la actualidad hay una retención gubernativa sobre las ejecuciones. Los métodos de ejecución autorizados incluyen la cámara de gas.

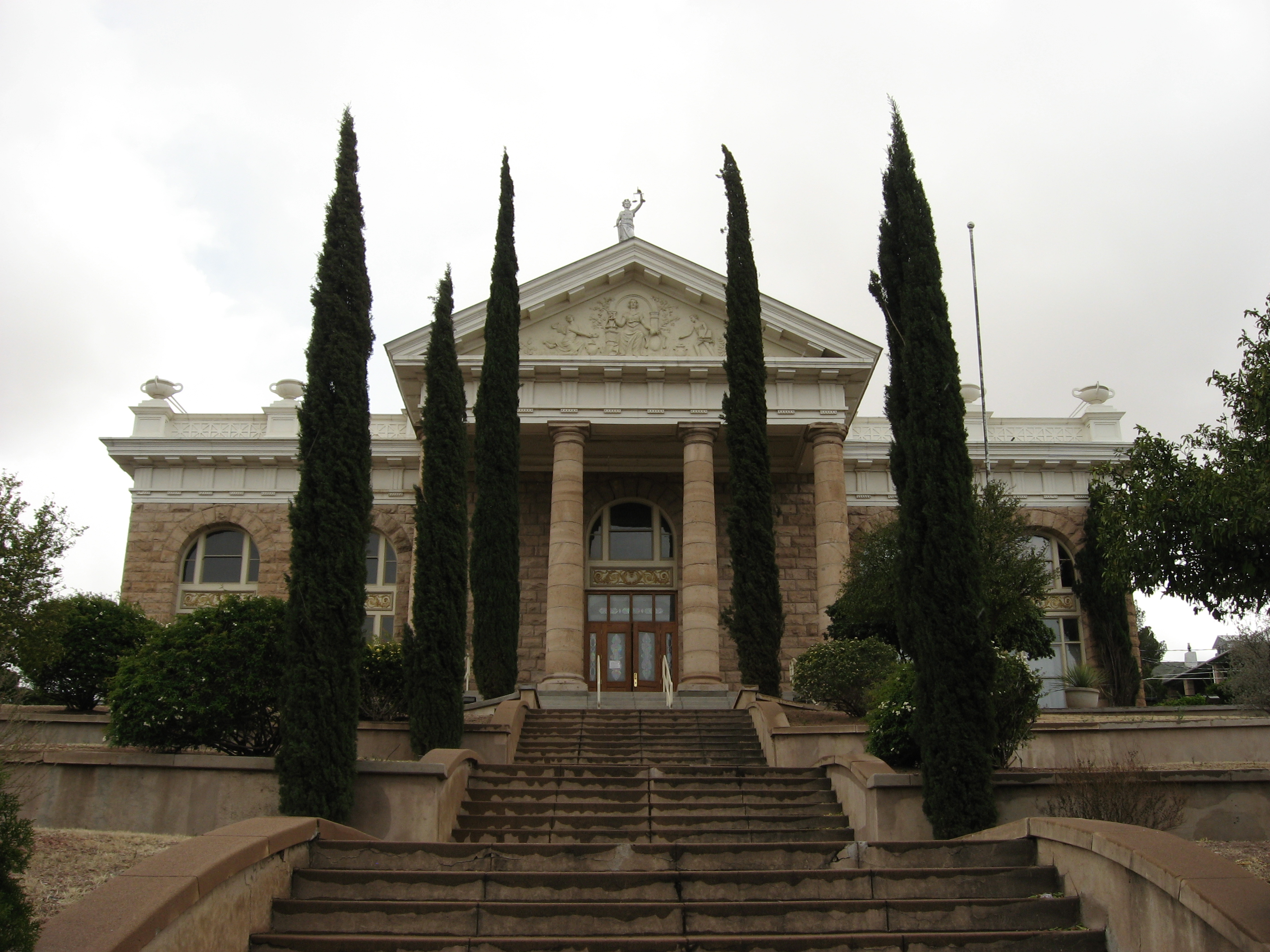
La Corte del Condado de Santa Cruz ahora es un museo

## Cultura
Entre las galerías y museos del estado destacan el Phoenix Art Museum; el Amerind Foundation Museum, en Dragoon; el Museo de la Sociedad Histórica de Arizona, en Tucson; el Museo Estatal de Arizona, en la Universidad de Tucson; el Jardín Botánico del Desierto de Phoenix; el Museo Histórico del Fuerte Huachuca; el Heard Museum of Anthropology and Primitive Art, de Phoenix; el Museum of Northern Arizona, en Flagstaff y el University of Arizona Museum of Art, de Tucson. También son interesantes las ruinas prehispánicas como son los Monumentos Nacionales de Cañón de Chelly, Wupatki, Castillo de Montezuma, Navajo y Casa Grande.
En este territorio se hallan obras arquitectónicas de gran interés como la casa de Taliesin West, la de Frank Lloyd Wright o la ciudad de Arcosanti, diseñada por Paolo Soleri. Lógicamente también abundan los ejemplos de arquitectura de estilo español como la Misión de San Xavier del Bac, un monasterio franciscano de finales del siglo XVIII; el edificio que alberga el Heard Museum y el de la Biblioteca Pública de Nogales.
En este estado existen varias orquestas y compañías de teatro y ópera como la Compañía de Ópera de Arizona, la Compañía de Teatro de Arizona y las Orquestas Sinfónicas de Phoenix y de Tucsón.
Entre los escritores nativos de Arizona destacan Marguerite Noble y Eva Antonia Wilbur-Cruce. Asimismo, escritores como Zane Grey, Mary Austin, Charles King y Haniel Long han ambientado algunas de sus novelas en Arizona.
El arte local está enormemente influenciado por las tradiciones indígenas, sobre todo por las manifestaciones artísticas de los navajo y hopi, tanto en trabajos de cerámica como en platería, cestería y tejidos.

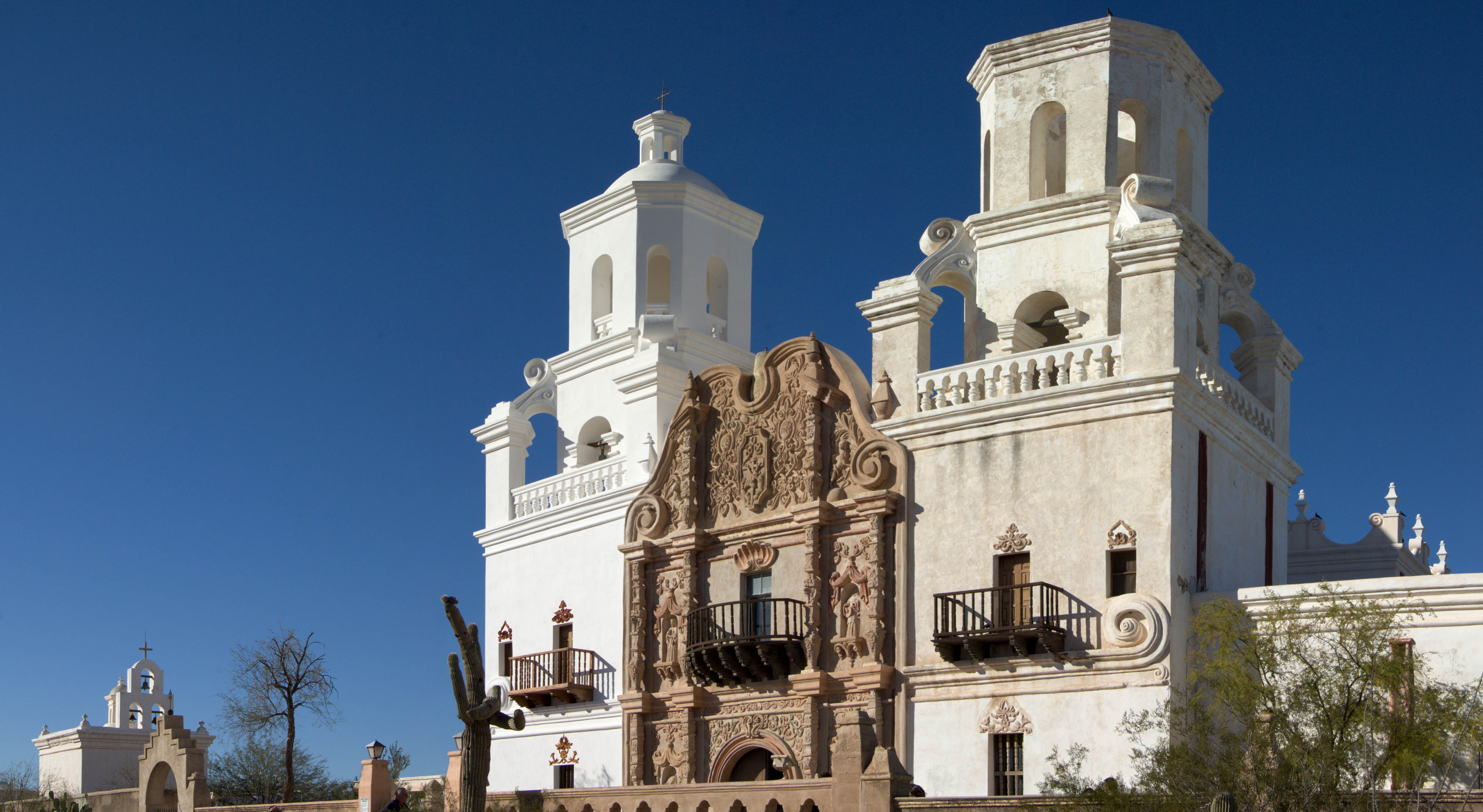
La Misión de San Xavier del Bac, situada al sur de Tucsón, es un típico ejemplo de arquitectura española colonial.

Los espectáculos más populares son los rodeos y como deportes más apoyados el baloncesto, donde sobresale el equipo de los Phoenix Suns, y el fútbol americano, con el equipo profesional de Arizona Cardinals.

### Cine
Varias películas importantes de Hollywood, como Billy Jack, U Turn, Waiting to Exhale, Just One of the Guys, Can't Buy Me Love, Bill & Ted's Excellent Adventure, The Scorpion King, The Banger Sisters, Used Cars y Raising Arizona se han rodado allí (al igual que muchos westerns). La película de ciencia ficción de 1993 Fire in the Sky (Fuego en el cielo), basada en una supuesta abducción alienígena en la ciudad de Snowflake, se rodó en Snowflake. Se rodó en las ciudades de Oakland, Roseburg y Sutherlin, en Oregón.
La película de 1974 Alice Doesn't Live Here Anymore (Alicia ya no vive aquí), por la que Ellen Burstyn ganó el Oscar a la mejor actriz, y también protagonizada por Kris Kristofferson, estaba ambientada en Tucson. El clímax de la película de Clint Eastwood El Guantelete (1977) tiene lugar en el centro de Phoenix. Los segmentos finales de la película Starman (1984) tienen lugar en el cráter del meteorito, a las afueras de Winslow. La película documental de Jeff Foxworthy Blue Collar Comedy Tour se rodó casi íntegramente en el Dodge Theatre. Parte de la película clásica de Alfred Hitchcock Psicosis se rodó en Phoenix, la ostensible ciudad natal del protagonista.
Algunos de los programas de televisión rodados o ambientados en Arizona son The New Dick Van Dyke Show, Medium, Alice, The First 48, Insomniac with Dave Attell, Cops y America's Most Wanted. La comedia de televisión Alice, basada en la película, se rodó en Phoenix. Crepúsculo tenía pasajes ambientados en Phoenix al principio y al final de la película.

### Música
Arizona ocupa un lugar destacado en la letra de muchas canciones de Country y Western, como la exitosa balada de Jamie O'Neal "There Is No Arizona". Oceanfront Property", de George Strait, utiliza la frase "oceanfront property in Arizona" como metáfora de una proposición tonta. La frase "nos vemos en la bahía de Arizona" se utiliza en una canción de Tool en referencia a la posibilidad (expresada como esperanza por el cómico Bill Hicks) de que el sur de California caiga algún día en el océano. Glen Campbell, un notable residente, popularizó la canción "By The Time I Get To Phoenix".

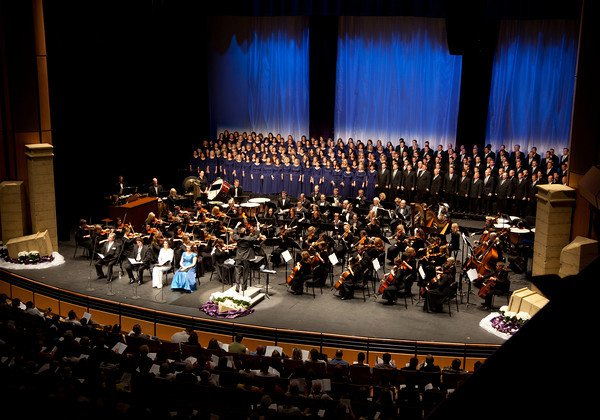
Concierto en el Centro de Artes de Mesa, Arizona

"Arizona" fue el título de una popular canción grabada por Mark Lindsay. Arizona se menciona en la exitosa canción "Take It Easy", escrita por Jackson Browne y Glenn Frey e interpretada por los Eagles. Arizona también se menciona en la canción de los Beatles "Get Back", atribuida a John Lennon y Paul McCartney; McCartney canta: "JoJo dejó su casa en Tucson, Arizona, por un poco de hierba de California". "Carefree Highway", publicada en 1974 por Gordon Lightfoot, toma su nombre de la ruta estatal 74 de Arizona, al norte de Phoenix.
La incipiente escena musical de Arizona cuenta con la ayuda de grupos emergentes, así como de algunos artistas conocidos. The Gin Blossoms, Chronic Future, Roger Clyne and the Peacemakers, Jimmy Eat World, Caroline's Spine y otros comenzaron sus carreras en Arizona. Asimismo, varias bandas de punk y rock se iniciaron en Arizona, como JFA, The Feederz, Sun City Girls, The Meat Puppets, The Maine, The Summer Set y, más recientemente, Authority Zero y Digital Summer.
Arizona también tiene muchos cantantes y otros músicos. La cantante, compositora y guitarrista Michelle Branch es de Sedona. Chester Bennington, ex vocalista de Linkin Park, y el artista de mash-up DJ Z-Trip son ambos de Phoenix. Uno de los músicos más conocidos de Arizona es el rockero Alice Cooper, que ayudó a definir el género. Maynard James Keenan, vocalista de los grupos Tool, A Perfect Circle y Puscifer, vive en Cornville.
Otros cantantes destacados son Dierks Bentley y Marty Robbins, de country, Katie Lee, de folk, Stevie Nicks, de Fleetwood Mac, CeCe Peniston, Rex Allen, Jordin Sparks, ganadora de American Idol en 2007, y Linda Ronstadt.
Arizona también es conocida por su escena heavy metal, centrada en Phoenix y sus alrededores. A principios y mediados de los noventa, contaba con grupos como Job for a Cowboy, Knights of the Abyss, Greeley Estates, Eyes Set To Kill, blessthefall, The Word Alive, The Dead Rabbitts y Abigail Williams. La banda Soulfly llama a Phoenix su hogar y Megadeth vivió en Phoenix durante aproximadamente una década. A partir de 2009 y en torno a esa fecha, Phoenix comenzó a albergar un floreciente underground de desert rock y sludge metal (al estilo de Kyuss en la California de los noventa) liderado por bandas como Wolves of Winter, Asimov y Dead Canyon.
El compositor estadounidense Elliott Carter compuso su primer cuarteto de cuerda (1950-51) durante un año sabático en Arizona. El cuarteto ganó el Premio Pulitzer y otros galardones, y es hoy un clásico del repertorio de cuartetos de cuerda.

## Deporte

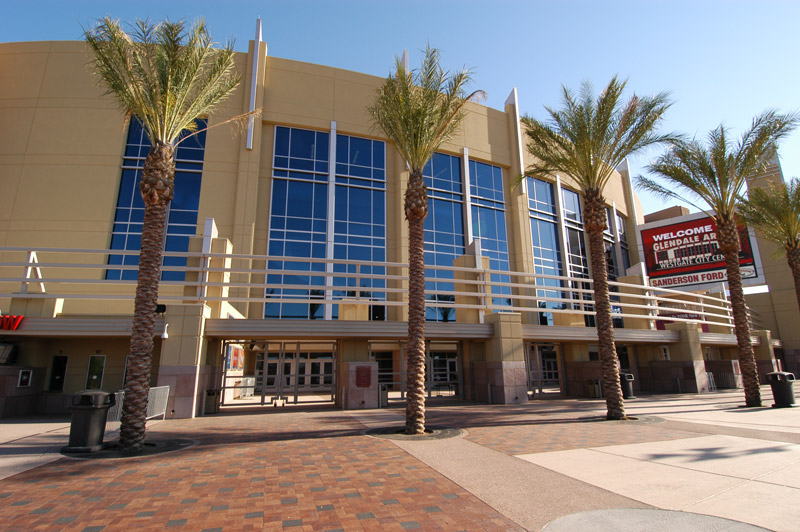
Vista del Jobing.com Arena, un pabellón polideportivo de Glendale.

En Arizona hay cinco equipos profesionales que juegan en ligas nacionales, todos ellos en Phoenix: los Phoenix Suns de la NBA desde 1968, los Arizona Cardinals de la National Football League desde 1988, los Phoenix Coyotes de la National Hockey League desde 1996, las Phoenix Mercury de la Women's National Basketball Association desde 1997, y los Arizona Diamondbacks de las Grandes Ligas de Béisbol desde 1998. Además de los ya citados, existe un pequeño equipo de hockey de liga menor, también en Phoenix. Numerosos equipos de las Grandes Ligas de Béisbol realizan sus entrenamientos de primavera en Arizona, y existe en Tucsón un equipo que juega en las ligas menores.

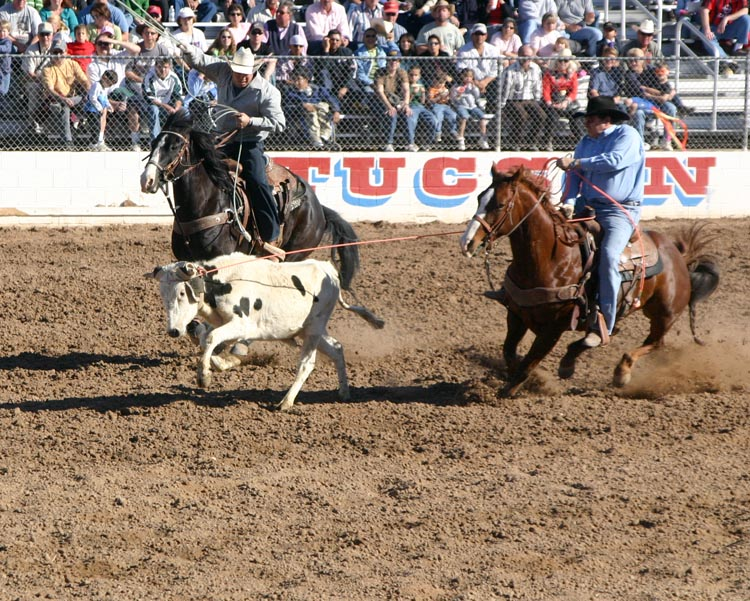
La Fiesta de los Vaqueros de Tucson, que se celebra en febrero.

En el Turf Paradise de Phoenix se celebran carreras de caballos, y en Phoenix, Tucson y Yuma se celebran carreras de galgos. Las primeras carreras de los "caballos cuarto de milla" eran en Tucson Rillito Downs en los años 1930.
En 1964 se inauguró el Phoenix International Raceway, un óvalo que ha albergado carreras de automovilismo de la Copa NASCAR y la IndyCar Series. Phoenix y Tucson han sido anfitrionas de los torneos de golf Abierto de Phoenix, Abierto de Tucson y WGC Match Play del PGA Tour.
El primer rodeo organizado que otorgó premios y cobró entrada se celebró en Prescott el 4 de julio de 1888. Hoy, esta tradición continúa por toda Arizona.
Entre los acontecimientos deportivos anuales que se celebran en Arizona podemos destacar el Thunderbird Balloon Classic, un festival de globos aerostáticos que tiene lugar a finales de octubre en Glendale.

## Símbolos

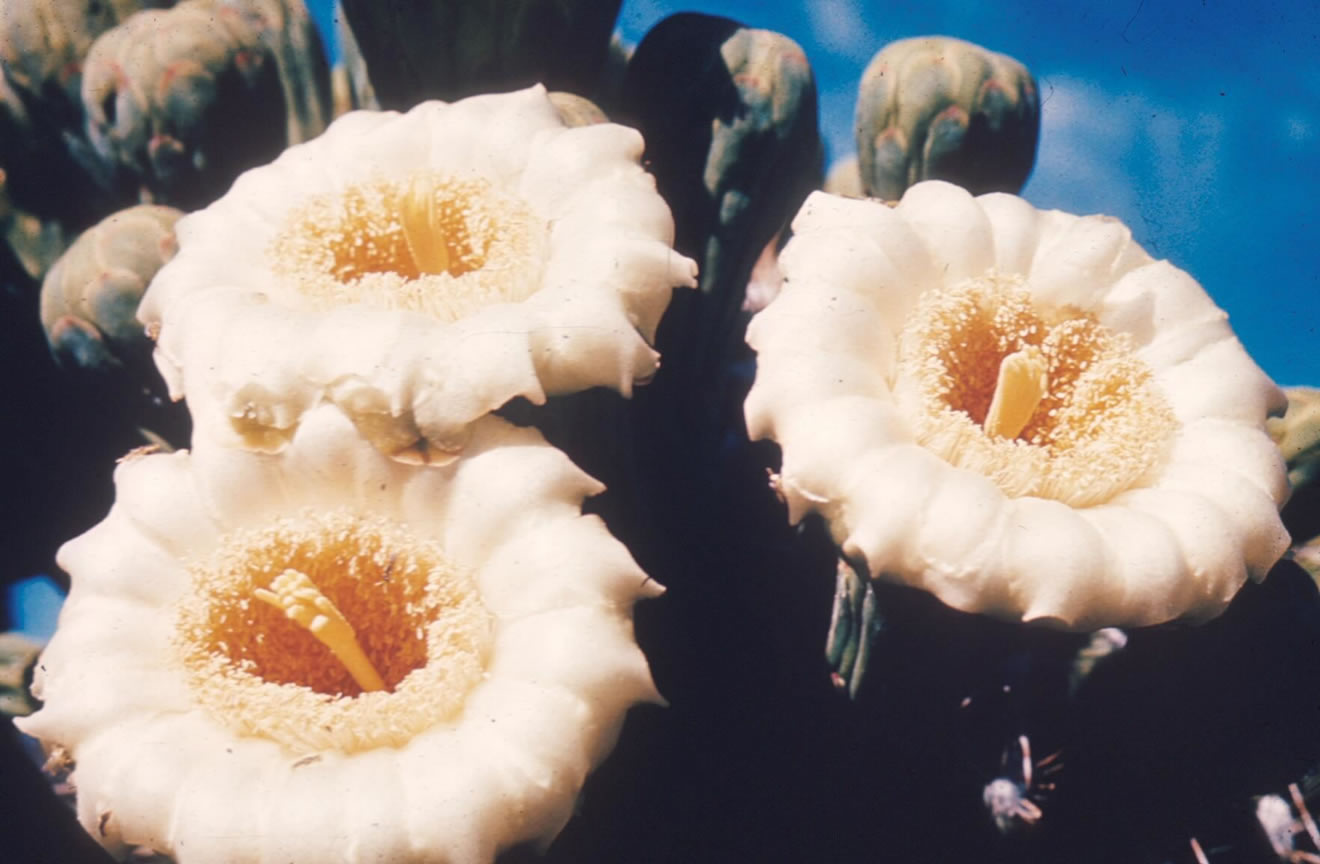
Flores del saguaro.

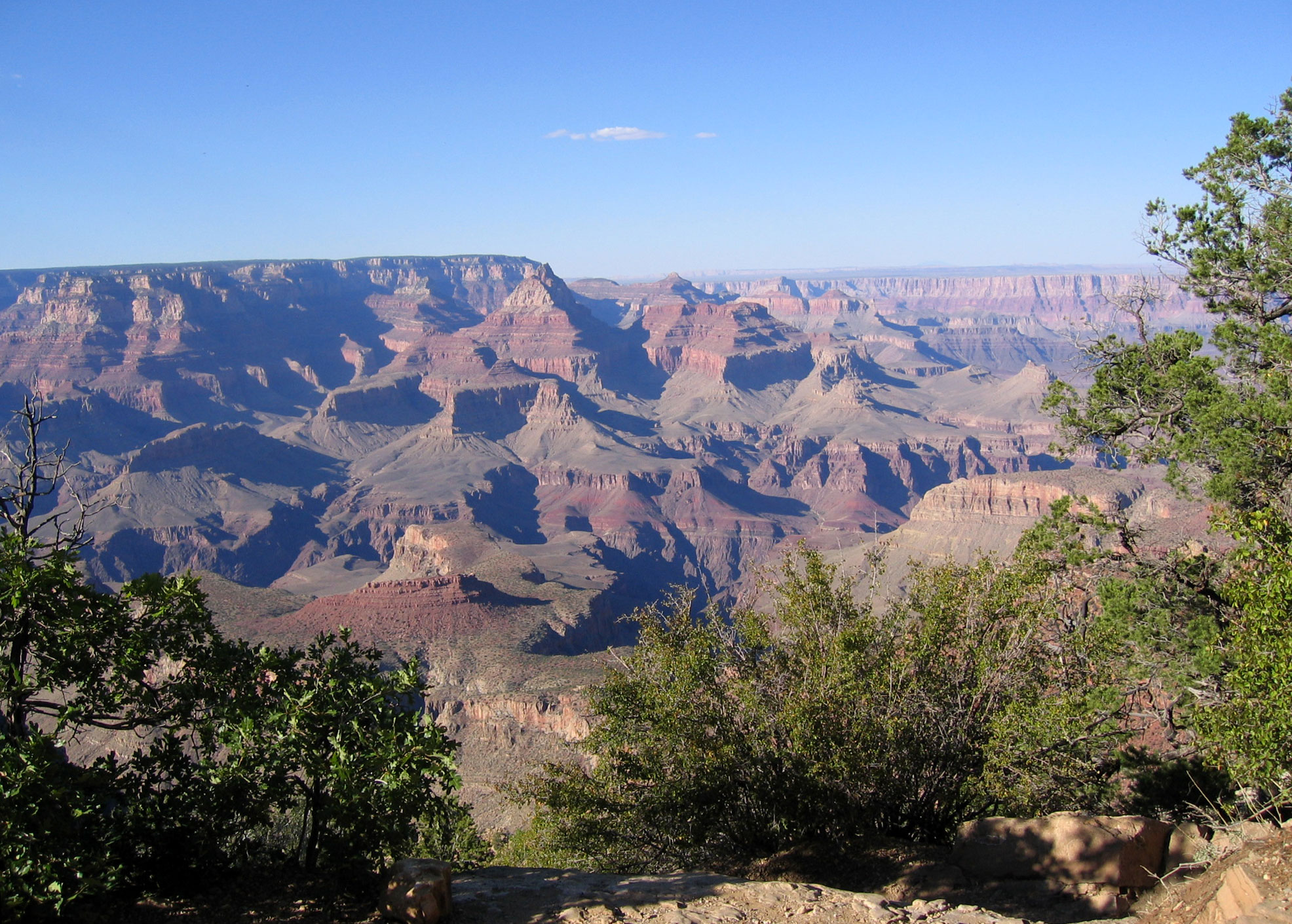
El Gran Cañón del Colorado, símbolo de Arizona por excelencia.

Estos son los símbolos del estado de Arizona:
- Árbol: Palo Verde (Genera cercidium)
- Apodos:
  - Estado del Gran Cañón
  - Estado Apache (no oficial)
  - Estado del Cobre (no oficial)
- Canción: Arizona
- Flor: Flor del saguaro (Carnegiea gigantea)
- Fósil: Araucarioxylon arizonicum
- Gema: Turquesa
- Insecto: Papilio multicaudata
- Lema: Ditat Deus (del latín: Dios enriquece)
- Mamífero: Cacomixtle (Bassariscus astutus)
- Pájaro: Cucarachero desértica (Campylorhynchus brunneicapillus)
- Pez: Trucha apache
- Reptil: Crótalo (Crotalus willardi)
- Roca: Madera petrificada